# Ray Bradbury/Bibliografie
Die folgende Bibliografie der Werke von Ray Bradbury enthält jeweils Titel und Jahr der Originalausgabe, gegebenenfalls mit bibliografischen Angaben zur deutschen Erstübersetzung.
Bei unselbstständig erstmals erschienenen Werken (Kurzgeschichten etc.) wird auch der Titel des enthaltenden Werkes (Magazintitel und -ausgabe) genannt. Nicht aufgeführt sind unselbständig erschienene Essays und Gedichte. Nicht enthalten sind ferner Angaben zu aktuellen deutschen oder englischen Ausgaben. Abweichende Titel bei englischen und deutschen Veröffentlichungen werden aufgeführt, ebenso werden Neuübersetzungen aufgeführt.
Die Sortierung ist chronologisch, bei Reihen wird nach dem Erscheinungsdatum des ersten Teils sortiert. Bei gleichen Erscheinungsdaten wird alphabetisch nach Titel sortiert, wobei Artikel (englisch „The“, „A“, „An“; deutsch „Der“, „Die“, „Das“, „Ein“, „Eine“) am Titelanfang ignoriert werden.
Wird bei Übersetzungen von Kurzgeschichten als Quelle nur Titel und Jahr angegeben, so findet sich die vollständige Angabe bei der entsprechenden Sammelausgabe.

## Serien und Zyklen

### The Martian Chronicles / Die Mars-Chroniken
Einzelerzählungen
- The Million Year Picnic (in: Planet Stories, Summer 1946; auch: October 2026: The Million-Year Picnic, 1951; auch: October 2057: The Million-Year Picnic, 2001)
  - Deutsch: Oktober 2026: Das ewige Picknick. In: Ray Bradbury: Mars-Chroniken. 1972. Auch als: Oktober 2026: Das Jahrmillionen-Picknick. In: Ray Bradbury: Die Mars-Chroniken. 1981. Auch als: Oktober 2057: Das unendliche Picknick. In: Ray Bradbury: Die Mars-Chroniken. 2008. Auch als: Das Millionen-Jahre-Picknick. In: Ray Bradbury: S is for Space: Meisterhafte Storys. 2017.
- … and the Moon Be Still As Bright (in: Thrilling Wonder Stories, June 1948; auch: June 2001: And the Moon Be Still As Bright, 2003; auch: June 2032: —And the Moon Be Still As Bright, 2001)
  - Deutsch: Juni 2001: Und schien der Mond mit aller Pracht. In: Ray Bradbury: Mars-Chroniken. 1972. Auch als: Juni 2001: Scheint der Mond in heller Pracht. In: Ray Bradbury: Die Mars-Chroniken. 1974. Auch als: Juni 2001: … so hell des Mondes Pracht. In: Ray Bradbury: Die Mars-Chroniken. 1981. Auch als: Juni 2032: …so hell des Mondes Pracht. In: Ray Bradbury: Die Mars-Chroniken. 2008.
- The Earth Men (in: Thrilling Wonder Stories, August 1948; auch: August 1999: The Earth Men, 1951; auch: August 2030: The Earth Men, 2001)
  - Deutsch: August 1999: Die Männer von der Erde. In: Ray Bradbury: Mars-Chroniken. 1972. Auch als: August 2030: Die Männer von der Erde. In: Ray Bradbury: Die Mars-Chroniken. 2008.
- Mars Is Heaven! (in: Planet Stories, Fall 1948; auch: The Third Expedition, 1950; auch: April 2000: The Third Expedition, 1951; auch: The Third Expedition: April 2000, 2000; auch: April 2031: The Third Expedition, 2001)
  - Deutsch: April 2000: Die Dritte Expedition. In: Ray Bradbury: Mars-Chroniken. 1972. Auch als: April 2031: Die dritte Expedition. In: Ray Bradbury: Die Mars-Chroniken. 2008. Auch als: Der Himmel auf dem Mars. In: Robert Silverberg (Hrsg.): Science Fiction Hall of Fame 2: Die besten Storys 1948-1963. Golkonda (Allgemeine Reihe #156), 2018, ISBN 978-3-944720-56-2.
- The Off Season (in: Thrilling Wonder Stories, December 1948; auch: November 2005: The Off Season, 1951; auch: November 2036: The Off Season, 2001)
  - Deutsch: November 2005: Schlechte Saison. In: Ray Bradbury: Mars-Chroniken. 1972. Auch als: November 2036: Schlechte Saison. In: Ray Bradbury: Die Mars-Chroniken. 2008.
- Dwellers in Silence (in: Planet Stories, Spring 1949; auch: The Long Years, 1950; auch: April 2026: The Long Years, 1951; auch: April 2057: The Long Years, 2001)
  - Deutsch: April 2026: Die langen Jahre. In: Ray Bradbury: Mars-Chroniken. 1972. Auch als: April 2057: Die langen Jahre. In: Ray Bradbury: Die Mars-Chroniken. 2008.
- Impossible (in: Super Science Stories, November 1949; auch: The Martian, 1951; auch: September 2005: The Martian, 1951; auch: September 2036: The Martian, 2001)
  - Deutsch: September 2005: Der Marsianer. In: Ray Bradbury: Mars-Chroniken. 1972. Auch als: September 2036: Der Marsianer. In: Ray Bradbury: Die Mars-Chroniken. 2008.
- The Spring Night (in: The Arkham Sampler, Winter 1949; auch: The Summer Night, 1951; auch: August 1999: The Summer Night, 1951; auch: August 2030: Summer Night, 2001)
  - Deutsch: August 1999: Die Sommernacht. In: Ray Bradbury: Mars-Chroniken. 1972. Auch als: August 2030: Die Sommernacht. In: Ray Bradbury: Die Mars-Chroniken. 2008.
- Interim (1950, in: Ray Bradbury: The Martian Chronicles; auch: February 2003: Interim, 1951; auch: February 2034: Interim, 2001)
  - Deutsch: Februar 2003: Interim. In: Ray Bradbury: Mars-Chroniken. 1972. Auch als: Februar 2034: Interim. In: Ray Bradbury: Die Mars-Chroniken. 2008.
- Rocket Summer (1950, in: Ray Bradbury: The Martian Chronicles; auch: January 1999: Rocket Summer, 1951; auch: January 2030: Rocket Summer, 2001)
  - Deutsch: Januar 1999: Raketensommer. In: Ray Bradbury: Mars-Chroniken. 1972. Auch als: Januar 2030: Raketensommer. In: Ray Bradbury: Die Mars-Chroniken. 2008.
- The Green Morning (1950, in: Ray Bradbury: The Martian Chronicles; auch: December 2001: The Green Morning, 1951; auch: December 2032: The Green Morning, 2001)
  - Deutsch: Dezember 2001: Der grüne Morgen. In: Ray Bradbury: Mars-Chroniken. 1972. Auch als: Dezember 2032: Der grüne Morgen. In: Ray Bradbury: Die Mars-Chroniken. 2008.
- The Locusts (1950, in: Ray Bradbury: The Martian Chronicles; auch: February 2002: The Locusts, 1951; auch: February 2033: The Locusts, 2001)
  - Deutsch: Februar 2002: Die Heuschrecken. In: Ray Bradbury: Mars-Chroniken. 1972. Auch als: Februar 2033: Die Heuschrecken. In: Ray Bradbury: Die Mars-Chroniken. 2008.
- The Luggage Store (1950, in: Ray Bradbury: The Martian Chronicles; auch: November 2005: The Luggage Store, 1951; auch: November 2036: The Luggage Store, 2001)
  - Deutsch: November 2005: Der Gepäckladen. In: Ray Bradbury: Mars-Chroniken. 1972. Auch als: November 2036: Der Kofferladen. In: Ray Bradbury: Die Mars-Chroniken. 2008.
- The Musicians (1950, in: Ray Bradbury: The Martian Chronicles; auch: April 2003: The Musicians, 1951; auch: April 2034: The Musicians, 2001)
  - Deutsch: April 2003: Die Musiker. In: Ray Bradbury: Mars-Chroniken. 1972. Auch als: April 2034: Die Musiker. In: Ray Bradbury: Die Mars-Chroniken. 2008.
- The Naming of Names (1950, in: Ray Bradbury: The Martian Chronicles; auch: 2004-05: The Naming of Names, 1951; auch: 2035-2036: The Naming of Names, 2001)
  - Deutsch: 2004-2005: Die Namen. In: Ray Bradbury: Mars-Chroniken. 1972. Auch als: 2004-2005: Das Nennen der Namen. In: Ray Bradbury: Die Mars-Chroniken. 1981. Auch als: 2035 – 2036: Das Nennen der Namen. In: Ray Bradbury: Die Mars-Chroniken. 2008.
- Night Meeting (1950, in: Ray Bradbury: The Martian Chronicles; auch: August 2002: Night Meeting, 1951; auch: August 2033: Night Meeting, 2001)
  - Deutsch: August 2002: Nächtliche Begegnung. In: Ray Bradbury: Mars-Chroniken. 1972. Auch als: August 2033: Nächtliche Begegnung. In: Ray Bradbury: Die Mars-Chroniken. 2008.
- The Old Ones (1950, in: Ray Bradbury: The Martian Chronicles; auch: August 2005: The Old Ones, 1951; auch: August 2036: The Old Ones, 2001)
  - Deutsch: August 2005: Die Alten. In: Ray Bradbury: Mars-Chroniken. 1972. Auch als: August 2036: Die Alten. In: Ray Bradbury: Die Mars-Chroniken. 2008.
- The Settlers (1950, in: Ray Bradbury: The Martian Chronicles; auch: August 2001: The Settlers, 1951; auch: August 2032: The Settlers, 2001)
  - Deutsch: August 2001: Die Siedler. In: Ray Bradbury: Mars-Chroniken. 1972. Auch als: August 2032: Die Siedler. In: Ray Bradbury: Die Mars-Chroniken. 2008.
- The Shore (1950, in: Ray Bradbury: The Martian Chronicles; auch: October 2002: The Shore, 1951; auch: October 2033: The Shore, 2001)
  - Deutsch: Oktober 2002: Das Ufer. In: Ray Bradbury: Mars-Chroniken. 1972. Auch als: Oktober 2033: Das Ufer. In: Ray Bradbury: Die Mars-Chroniken. 2008.
- The Silent Towns (1950, in: Ray Bradbury: The Martian Chronicles; auch: December 2005: The Silent Towns, 1951; auch: December 2036: The Silent Towns, 2001)
  - Deutsch: Dezember 2005: Die leeren Städte. In: Ray Bradbury: Mars-Chroniken. 1972. Auch als: Dezember 2005: Die stummen Städte. In: Ray Bradbury: Die Mars-Chroniken. 1981. Auch als: Dezember 2036: Die stummen Städte. In: Ray Bradbury: Die Mars-Chroniken. 2008.
- The Taxpayer (1950, in: Ray Bradbury: The Martian Chronicles; auch: March 2000: The Taxpayer, 1951; auch: March 2031: The Taxpayer, 2001)
  - Deutsch: März 2000: Der Steuerzahler. In: Ray Bradbury: Mars-Chroniken. 1972. Auch als: März 2031: Der Steuerzahler. In: Ray Bradbury: Die Mars-Chroniken. 2008.
- The Watchers (1950, in: Ray Bradbury: The Martian Chronicles; auch: November 2005: The Watchers, 1951; auch: November 2036: The Watchers, 2001)
  - Deutsch: Die Zuschauer. Auch als: November 2005: Die Zuschauer. In: Ray Bradbury: Mars-Chroniken. 1972. Auch als: November 2036: Die Zuschauer. In: Ray Bradbury: Die Mars-Chroniken. 2008.
- There Will Come Soft Rains (in: Collier’s, May 6, 1950; auch: August 2026: There Will Come Soft Rains, 1951; auch: August 2057: There Will Come Soft Rains, 2001)
  - Deutsch: Es werden kommen leise Regen. In: Utopia-Science-Fiction-Magazin, #6. Pabel, 1957. Auch als: August 2026: Es werden kommen leise Regen. In: Ray Bradbury: Mars-Chroniken. 1972. Auch als: August 2026: Sanfte Regen werden kommen. In: Ray Bradbury: Die Mars-Chroniken. 1981. Auch als: Sanfter Regen wird fallen. In: Josh Pachter (Hrsg.): Top Science Fiction: Dritter Teil. Heyne Science Fiction & Fantasy #4654, 1990, ISBN 3-453-03918-1. Auch als: August 2057: Sanfte Regen werden kommen. In: Ray Bradbury: Die Mars-Chroniken. 2008.
- Carnival of Madness (in: Thrilling Wonder Stories, April 1950; auch: Usher II, 1952; auch: April 2005: Usher II, 1951; auch: April 2036: Usher II, 2001)
  - Deutsch: April 2005: Usher II. In: Ray Bradbury: Mars-Chroniken. 1972. Auch als: April 2005: Ascher II. In: Ray Bradbury: Die Mars-Chroniken. 1974. Auch als: April 2036: Usher II. In: Ray Bradbury: Die Mars-Chroniken. 2008.
- Way in the Middle of the Air (1950, in: Ray Bradbury: The Martian Chronicles; auch: June 2003: Way in the Middle of the Air, 1951; auch: Way Up in the Middle of the Air, 1985)
  - Deutsch: Juni 2003: Mit dem Kopf in den Wolken. In: Ray Bradbury: Mars-Chroniken. 1972. Auch als: Juni 2003: Da oben, mitten in der Luft. In: Ray Bradbury: Die Mars-Chroniken. 1981. Auch als: Juni 2034: Da oben, mitten in der Luft. In: Ray Bradbury: Die Mars-Chroniken. 2008.
- I’ll Not Look for Wine (in: Maclean’s, January 1950; auch: Ylla, 1966; auch: The Martian Chronicles, 1996; auch: February 1999: Ylla, 1951; auch: February 2030: Ylla, 2001)
  - Deutsch: Februar 1999: Ylla. In: Ray Bradbury: Mars-Chroniken. 1972. Auch als: Ylla. In: Wolfgang Jeschke (Hrsg.): Fernes Licht. Heyne Science Fiction & Fantasy #2100, 2000, ISBN 3-453-17117-9. Auch als: Februar 2030: Ylla. In: Ray Bradbury: Die Mars-Chroniken. 2008.
- The Fire Balloons (1951, in: Ray Bradbury: The Illustrated Man; auch: In This Sign, 1953; auch: „In This Sign …“; auch: November 2002: The Fire Balloons, 1956; auch: November 2033: The Fire Balloons, 2001)
  - Deutsch: Die Feuerballons. In: Ray Bradbury: Der illustrierte Mann. 1962. Auch als: November 2033: Die Feuerballons. In: Ray Bradbury: Die Mars-Chroniken. 2008.
- The Wilderness (in: The Magazine of Fantasy and Science Fiction, November 1952; auch: May 2003: The Wilderness, 1979; auch: May 2034: The Wilderness, 2001)
  - Deutsch: Die Wildnis. In: Ray Bradbury: Geh’ nicht zu Fuß durch stille Straßen. 1970. Auch als: Mai 2034: Die Wildnis. In: Ray Bradbury: Die Mars-Chroniken. 2008.

Sammelband
- US-Erstausgabe: The Martian Chronicles. Doubleday, 1950
- UK-Erstausgabe: The Silver Locusts. Hart-Davis, 1951 (weicht textlich von der US-Ausgabe ab; enthält The Fire Balloons; Carnival of Madness/Usher II fehlt)
- The Martian Chronicles. Bantam Books, 1951 (ab dieser Ausgabe Titel der Erzählungen mit Zeitangaben).
- The Martian Chronicles. Book-of-the-Month Club, 2001, ISBN 0-9650174-6-X (in dieser Ausgabe wurden die Zeitangaben 31 Jahre nach vorne gesetzt).
- The Martian Chronicles: The Complete Edition. Subterranean Press & PS Publishing, 2009, ISBN 978-1-59606-286-3 (limitierte Luxusausgabe mit zusätzlichem Material).

Deutsche Ausgaben
- Mars-Chroniken. Übersetzt von Thomas Schlück. Marion von Schröder (Science Fiction & Fantastica), 1972, ISBN 3-547-71505-9.
- Die Mars-Chroniken. Übersetzt von Thomas Schlück. Heyne Science Fiction & Fantasy #3410, 1974, ISBN 3-453-30280-X.
- Die Mars-Chroniken. Übersetzt von Thomas Schlück und Alfons Barth. Diogenes (detebe #20863), 1981, ISBN 3-257-20863-4.
- Die Mars-Chroniken. Übersetzt von Thomas Schlück u. a. Diogenes, 2008, ISBN 978-3-257-06653-1.

### Roman- und Erzählungs-Zyklen
Hollerbochen (Kurzgeschichten)
- 1 Hollerbochen’s Dilemma (in: Imagination!, January 1938; auch: Hollerbochen’s Dilemma: Short Scientale, 2011)
- 2 Hollerbochen Comes Back: or The Voyage of the Neuralgia (in: Unititled (Mikros), November 1938)

Probability Zero (Kurzgeschichten)
- Eat, Drink and Be Wary (in: Astounding Science-Fiction, July 1942)
- And Watch the Fountains (in: Astounding Science-Fiction, September 1943)

Johnny Choir (Kurzgeschichten)
- The Ducker (in: Weird Tales, November 1943)
- Bang! You’re Dead! (in: Weird Tales, September 1944)

Green Town
- The Great Fire (1949)
  - Deutsch: Das große Feuer. In: Ray Bradbury: Geh’ nicht zu Fuß durch stille Straßen. 1970.
- The Pumpernickel (1951)
  - Deutsch: Der Pumpernickel. In: Ray Bradbury: Lange nach Mitternacht. 1979.
- The Screaming Woman (1951)
  - Deutsch: Die schreiende Frau. In: Ray Bradbury: S is for Space: Meisterhafte Storys. 2017.
- At Midnight, in the Month of June (in: Ellery Queen’s Mystery Magazine, June 1954)
  - Deutsch: In tiefer Junimitternacht. In: Ray Bradbury: Die Laurel-&-Hardy-Liebesgeschichte und andere Erzählungen. 1990.
- Something Wicked This Way Comes (1962)
  - Deutsch: Das Böse kommt auf leisen Sohlen. Übersetzt von Norbert Wölfl. Marion von Schröder (Science Fiction & Fantastica), 1969.
- A Story of Love (1976, in: Ray Bradbury: Long After Midnight; auch: These Things Happen, 2007)
  - Deutsch: Eine Liebesgeschichte. In: Ray Bradbury: Lange nach Mitternacht. 1979. Auch als: Eine Geschichte von der Liebe. In: Ray Bradbury: Lange nach Mitternacht. 1997.
- Farewell Summer (1980, in: Ray Bradbury: The Stories of Ray Bradbury)
- Driving Blind (1997, in: Ray Bradbury: Driving Blind)
  - Deutsch: Geisterfahrt. In: Ray Bradbury: Geisterfahrt. 2000.
- End of Summer (1997, in: Ray Bradbury: Driving Blind)
  - Deutsch: Ende des Sommers. In: Ray Bradbury: Geisterfahrt. 2000.
- Autumn Afternoon (2002, in: Ray Bradbury: One More for the Road)
- All on a Summer’s Night (2003, in: Ray Bradbury: Bradbury Stories: 100 of His Most Celebrated Tales)
- A Far-Away Guitar (2003, in: Ray Bradbury: Bradbury Stories: 100 of His Most Celebrated Tales; auch: Miss Bidwell, 2007)

Green Town – Dandelion Wine
- The Night (in: Weird Tales, July 1946)
- Season of Disbelief (in: Collier’s, November 25, 1950)
- The Whole Town’s Sleeping (1950)
  - Deutsch: Der Einsame. In: Helmuth W. Mommers und Arnulf D. Krauß (Hrsg.): 22 Horror-Stories. Heyne Anthologie #26, 1967. Auch als: Die ganze Stadt schläft. In: Dolly Dolittle (Hrsg.): Dolly Dolittle’s Crime Club 4. Diogenes detebe #12004, 1974, ISBN 3-257-20664-X.
- The Trolley (1955)
  - Deutsch: Die Straßenbahn. In: Ray Bradbury: S is for Space: Meisterhafte Storys. 2017.
- Dandelion Wine (1957)
  - Deutsch: Löwenzahnwein. Übersetzt von Alexander Schmitz. Diogenes (detebe #21045), 1983, ISBN 3-257-21045-0.
- The Sound of Summer Running (1962, in: Ray Bradbury: R Is for Rocket)
- The Time Machine (1962, in: Ray Bradbury: R Is for Rocket)
- Dandelion Wine (1965, in: Ray Bradbury: The Vintage Bradbury)
- Green Wine for Dreaming (1965, in: Ray Bradbury: The Vintage Bradbury)
- Illumination (1965, in: Ray Bradbury: The Vintage Bradbury; auch: Illuminations, 1992)
- Statues (1965, in: Ray Bradbury: The Vintage Bradbury; auch: John Huff’s Leavetaking, 1992)
- Calling Mexico (1980, in: Ray Bradbury: The Stories of Ray Bradbury)
- Exorcism (1980, in: Ray Bradbury: The Stories of Ray Bradbury)
- The Happiness Machine (1980, in: Ray Bradbury: The Stories of Ray Bradbury)
- The Leave-Taking (1980, in: Ray Bradbury: The Stories of Ray Bradbury)
- The Swan (2003, in: Ray Bradbury: Bradbury Stories: 100 of His Most Celebrated Tales)

The Elliott Family
- The Homecoming (in: Mademoiselle, October 1946; auch: Homecoming, 1947)
  - Deutsch: Heimkehr. In: Wolfgang Jeschke (Hrsg.): Heyne Science Fiction Jahresband 1980. Heyne Science Fiction & Fantasy #3729, 1980, ISBN 3-453-30633-3. Auch als: Familientreffen. In: Ray Bradbury: Familientreffen. 1986.
- The Traveller (in: Weird Tales, March 1946; auch: The Traveler, 1980)
  - Deutsch: Die Reisende. In: Ray Bradbury: Familientreffen. 1986.
- Uncle Einar (1947, in: Ray Bradbury: Dark Carnival)
  - Deutsch: Onkel Einar. In: Ray Bradbury: Familientreffen. 1986.
- The April Witch (in: The Saturday Evening Post, April 5, 1952)
  - Deutsch: Die Aprilhexe. In: Ray Bradbury: Geh’ nicht zu Fuß durch stille Straßen. 1970.
- On the Orient, North (1988, in: Ray Bradbury: The Toynbee Convector)
  - Deutsch: Orientexpreß Nord. In: Ray Bradbury: Die Laurel-&-Hardy-Liebesgeschichte und andere Erzählungen. 1990.
- West of October (1988, in: Ray Bradbury: The Toynbee Convector)
  - Deutsch: Westlich Oktober. In: Ray Bradbury: Die Laurel-&-Hardy-Liebesgeschichte und andere Erzählungen. 1990.
- From the Dust Returned (in: The Magazine of Fantasy & Science Fiction, September 1994)
- From the Dust Returned: A Family Remembrance (2001)
  - Deutsch: Vom Staub kehrst du zurück. Übersetzt von Joachim Körber. Edition Phantasia (Phantasia Paperback Horror #3001), 2004, ISBN 3-937897-02-X.

Marionettes, Inc. (Kurzgeschichten)
- Changeling (1948)
  - Deutsch: Doppelgänger. In: William F. Nolan (Hrsg.): Die Anderen unter uns: Von Menschen und Pseudomenschen. Melzer, 1967.
- Marionettes, Inc. (1948; auch: No Strings Attached, 1960; auch: Marionettes Inc., 2009)
  - Deutsch: Marionetten, e. V. In: Ray Bradbury: Der illustrierte Mann. 1962. Auch als: Marionetten AG. In: Ray Bradbury: Der illustrierte Mann. 1977.
- Punishment Without Crime (in: Other Worlds Science Stories, March 1950)
  - Deutsch: Mord an einer Puppe. In: Ray Bradbury: Lange nach Mitternacht. 1979. Auch als: Strafe ohne Verbrechen. In: Ray Bradbury: Lange nach Mitternacht. 1997.

Fahrenheit 451
- The Fireman (in: Galaxy Science Fiction, February 1951)
  - Deutsch: Der Feuerwehrmann. Übersetzt von Jürgen Langowski. In: Ray Bradbury: Fahrenheit 451. Heyne SF&F #52703, 2010, ISBN 978-3-453-52703-4.
- Fahrenheit 451 (1953)
  - Deutsch: Fahrenheit 451. Übersetzt von Fritz Güttinger. Arche, 1955.

The Irish Stories
- The First Night of Lent (in: Playboy, March 1956)
  - Deutsch: Die erste Frühlingsnacht. In: Ray Bradbury: Medizin für Melancholie. 1969. Auch als: Die erste Nacht der Fastenzeit. In: Ray Bradbury: Medizin für Melancholie. 1981.
- The Great Collision of Monday Last (1958)
  - Deutsch: Der große Zusammenstoß vom letzten Montag. In: Ray Bradbury: Medizin für Melancholie. 1969.
- The Beggar on O’Connell Bridge (1961)
  - Deutsch: Der Bettler auf der O’Connell-Brücke. In: Ray Bradbury: Die Mechanismen der Freude. 1985.
- Tread Lightly to the Music (in: Cavalier, October 1962; auch: Getting Through Sunday Somehow, 1976)
  - Deutsch: Ein Mädchen mit Harfe. In: Ray Bradbury: Lange nach Mitternacht. 1979. Auch als: Irgendwie den Sonntag überleben. In: Ray Bradbury: Lange nach Mitternacht. 1997.
- The Queen’s Own Evaders (in: Playboy, June 1963; auch: The Anthem Sprinters, 1981)
  - Deutsch: Die Hymnen-Sprinter. In: Ray Bradbury: Die Mechanismen der Freude. 1985.
- The Cold Wind and the Warm (1964)
  - Deutsch: Der warme und der kalte Wind. In: Ray Bradbury: Gesänge des Computers. 1973. Auch als: Der kalte und der warme Wind. In: Ray Bradbury: Das Kind von Morgen. 1984.
- The Haunting of the New (1969, in: Ray Bradbury: I Sing the Body Electric!)
  - Deutsch: Der Spuk im neuen Haus. In: Ray Bradbury: Gesänge des Computers. 1973. Auch als: Der Fluch des Neuen. In: Ray Bradbury: Das Kind von Morgen. 1984.
- The Terrible Conflagration Up at the Place (1969, in: Ray Bradbury: I Sing the Body Electric!)
  - Deutsch: Der entsetzliche Brand des großen Landhauses. In: Ray Bradbury: Gesänge des Computers. 1973. Auch als: Die schreckliche Feuersbrunst drüben im Landhaus. In: Ray Bradbury: Das Kind von Morgen. 1984.
- McGillahee’s Brat (1970)
  - Deutsch: McGillahees Baby. In: Wulf H. Bergner (Hrsg.): Welt der Zukunft. Heyne Science Fiction & Fantasy #3305, 1972.
- Banshee (in: Rod Serling’s The Twilight Zone Magazine, September-October 1984)
  - Deutsch: Banshee, die Todesfee. In: Ray Bradbury: Die Laurel-&-Hardy-Liebesgeschichte und andere Erzählungen. 1990.
- One for His Lordship, and One for the Road! (in: Playboy, January 1985)
  - Deutsch: Einen auf Seine Lordschaft, und einen mit auf den Weg! In: Ray Bradbury: Die Laurel-&-Hardy-Liebesgeschichte und andere Erzählungen. 1990.
- Green Shadows, White Whale (1992)

## Romane
- The Halloween Tree (1972)
  - Deutsch: Halloween. Übersetzt von Dirk van Gunsteren. Diogenes, 1994, ISBN 3-257-06003-3.
- Death Is a Lonely Business (1985)
  - Deutsch: Der Tod ist ein einsames Geschäft. Übersetzt von Jürgen Bauer. Diogenes, 1987, ISBN 3-257-01741-3.
- A Graveyard For Lunatics: Another Tale of Two Cities (1988)
  - Deutsch: Friedhof für Verrückte. Übersetzt von Gerald Jung. Diogenes, Zürich 1992, ISBN 3-257-01913-0.
- Let’s All Kill Constance (2003)
  - Deutsch: Bringen wir Constance um! Übersetzt von Joachim Körber. Ed. Phantasia (Phantasia-Paperback / Crime #4001), Bellheim 2006, ISBN 3-937897-12-7.

## Sammlungen
- Dark Carnival (1947)
- The Illustrated Man (1951)
  - Deutsch: Der illustrierte Mann. Übersetzt von Peter Naujack. Diogenes, 1962. Auch als: Der illustrierte Mann : Utopische Erzählungen. Übersetzt von Peter Naujack. Heyne Bücher #3057, München 1965, DNB 450578798. Auch als: Der illustrierte Mann : Phantast. Erzählungen. Übersetzt von Peter Naujack. Verlag Das Neue Berlin, Berlin 1977, DNB 810583836.
- The Golden Apples of the Sun (1953)
  - Deutsch: Geh’ nicht zu Fuß durch stille Straßen. Übersetzt von Margarete Bormann. Marion von Schröder (Science Fiction & Fantastica), 1970. Auch als: Die goldenen Äpfel der Sonne. Übersetzt von Margarete Bormann. Diogenes-Taschenbuch #20864, Zürich 1990, ISBN 3-257-20864-2.
- The October Country (1955)
  - Deutsch: Familientreffen. Übersetzt von Jürgen Bauer and Alastair Ker. Diogenes (detebe #21415), 1986, ISBN 3-257-21415-4.
- A Medicine for Melancholy (1958)
  - Deutsch: Medizin für Melancholie. Übersetzt von Margarete Bormann. Marion von Schröder (Science Fiction & Fantastica), 1969. Auch als: Medizin für Melancholie. Übersetzt von Margarete Bormann. Diogenes (detebe #20865), 1981, ISBN 3-257-20865-0.
- The Day It Rained Forever (1959)
- R Is for Rocket (1962)
- The Small Assassin (1962)
- The Anthem Sprinters and Other Antics (1963)
- The Machineries of Joy (1964; auch: Machineries of Joy, 1969)
  - Deutsch: Die Mechanismen der Freude. Übersetzt von Peter Naujack. Diogenes (detebe #21242), 1985, ISBN 3-257-21242-9.
- The Vintage Bradbury (1965)
- The Autumn People (1965; Comic-Adaptionen mit Al Feldstein)
- Twice Twenty-two (1966)
- Tomorrow Midnight (1966; Comic-Adaptionen mit Al Feldstein)
- S Is for Space (1966)
  - Deutsch: S is for Space: Meisterhafte Storys. Übersetzt von Oliver Plaschka. Knaur-Taschenbücher, 2017, ISBN 978-3-426-52073-4.
- I Sing the Body Electric! (1969)
  - Deutsch: Gesänge des Computers. Übersetzt von Thomas Schlück. Marion von Schröder, 1973, ISBN 3-547-71506-7. Auch als: Gesänge des Computers und sechs andere Erzählungen. Hrsg. von Walter Spiegl. Ullstein 2000 #102 (3179), 1975, ISBN 3-548-13179-4. Auch als: Gesänge des Computers Teil 2. Hrsg. von Walter Spiegl. Ullstein 2000 #122 (3285), 1976, ISBN 3-548-03285-0. Auch als: Die vergessene Marsstadt. Übersetzt von Thomas Schlück. Ullstein Science Fiction & Fantasy #31048, 1983, ISBN 3-548-31048-6. Auch als: Das Kind von Morgen. Übersetzt von Christa Hotz and Hans-Joachim Hartstein. Diogenes (detebe #21205), 1984, ISBN 3-257-21205-4.
- The Wonderful Ice Cream Suit and Other Plays (1972)
- When Elephants Last in the Dooryard Bloomed (1973)
- Ray Bradbury (1975)
- Pillar of Fire and Other Plays for Today, Tomorrow and Beyond Tomorrow (1975)
- Long After Midnight (1976)
  - Deutsch: Lange nach Mitternacht. Übersetzt von Tony Westermayr. Goldmann Science Fiction #23278, 1979, ISBN 3-442-23278-3.
- Where Robot Mice and Robot Men Run Round in Robot Towns (1977)
- The Fog Horn & Other Stories (1979)
- This Attic Where the Meadow Greens (1979)
- To Sing Strange Songs (1979)
- The Stories of Ray Bradbury (1980; 1983 in 2 Bänden)
- The Last Circus & The Electrocution (1980)
- The Ghosts of Forever (1981)
- The Haunted Computer and the Android Pope (1981)
- Long After Midnight and Other Stories (1981)
- The Complete Poems of Ray Bradbury (1982)
- Dinosaur Tales (1983)
  - Deutsch: Saurier-Geschichten : Ein romantisches Lesevergnügen ; von weltbekannten Zeichnern illustriert. Übersetzt von Andrea Kamphuis und Fredy Köpsell. Bastei-Verlag Lübbe (Bastei-Lübbe-Taschenbuch #13538), Bergisch Gladbach 1993, ISBN 3-404-13538-5.
- A Memory of Murder (1984)
  - Deutsch: Der Tod kommt schnell in Mexico. Übersetzt von Walle Bengs. Diogenes-Taschenbuch #21641, Zürich 1988, ISBN 3-257-21641-6.
- The Novels of Ray Bradbury (1984)
- Death Has Lost Its Charm for Me (1987)
- The Toynbee Convector (1988)
  - Deutsch: Die Laurel-&-Hardy-Liebesgeschichte und andere Erzählungen. Übersetzt von Otto Bayer. Diogenes, Zürich 1990, ISBN 3-257-01839-8.
- Classic Stories 1: Selections from The Golden Apples of the Sun and R Is for Rocket (1990; auch: The Golden Apples of the Sun and Other Stories, 1997; auch: A Sound of Thunder and Other Stories, 2005)
- Classic Stories 2 (1990; auch: A Medicine for Melancholy and Other Stories, 1998)
- Ray Bradbury on Stage: A Chrestomathy of His Plays (1991)
- Quicker Than the Eye (1996)
  - Deutsch: Schneller als das Auge. Übersetzt von Hans-Christian Oeser. Diogenes, 2006, ISBN 3-257-06514-0.
- Driving Blind (1997)
  - Deutsch: Geisterfahrt. Diogenes, 2000, ISBN 3-257-06234-6.
- I Sing the Body Electric! and Other Stories (1998)
- A Chapbook for Burnt-Out Priests, Rabbis and Ministers (2001)
- One More for the Road (2002)
- They Have Not Seen the Stars (2002)
- Bradbury Stories: 100 of His Most Celebrated Tales (2003; auch: Ray Bradbury Stories Volume 2, 2008)
- The Cat’s Pajamas (2004)
  - Deutsch: Der Katzenpyjama. Übersetzt von Frauke Czwikla. Edition Phantasia (Phantasia Paperback Science Fiction #1002), 2005, ISBN 3-937897-09-7.
- It Came from Outer Space (2004)
- Farewell Summer (2006)
- Match to Flame: The Fictional Path to Fahrenheit 451 (2006)
- Somewhere a Band Is Playing (2007)
- Summer Morning, Summer Night (2007)
- Now and Forever: Somewhere a Band Is Playing & Leviathan ’99 (2007)
- The Ray Bradbury Gift Set (2008)
- We’ll Always Have Paris (2009)
- Marionettes, Inc. (2009)
- Where Everything Ends (Sammelausgabe von 3 Romanen; 2009)
- Bullet Trick (2009)
- A Pleasure to Burn: Fahrenheit 451 Stories (2010)
- Dawn to Dusk: Cautionary Tales (2011)
- The Martian Chronicles / The Illustrated Man / The Golden Apples of the Sun (2011)
- Greentown Tinseltown (2012)
- R Is for Rocket / S Is for Space (2019)
- The Lost Bradbury: Forgotten Tales of Ray Bradbury

The Ray Bradbury Chronicles (Comic-Adaptionen)
- 1 The Ray Bradbury Chronicles, Volume 1 (1992)
- 2 The Ray Bradbury Chronicles, Volume 2 (1992)
- 3 The Ray Bradbury Chronicles, Volume 3 (1992)
- 4 The Ray Bradbury Chronicles, Volume 4 (1993)
- 5 The Ray Bradbury Chronicles, Volume 5 (1993)
- 6 The Ray Bradbury Chronicles, Volume 6 (1994)
- 7 The Ray Bradbury Chronicles, Volume 7 (1994)
- The Best of Ray Bradbury: The Graphic Novel (2003)

The Collected Stories of Ray BradburyA Critical Edition
- 1 The Collected Stories of Ray Bradbury: A Critical Edition: Volume I: 1938-1943 (2011)
- 2 The Collected Stories of Ray Bradbury: A Critical Edition: Volume 2: 1943-1944 (2014)
- 3 The Collected Stories of Ray Bradbury: A Critical Edition: Volume 3: 1944-1945 (2017)

Deutsche Zusammenstellungen:
- Die goldenen Äpfel der Sonne. Volk und Welt #675, 1990, ISBN 3-353-00675-3 (eigenständige Zusammenstellung, zu unterscheiden von der Ausgabe gleichen Titels von The Golden Apples of the Sun bei Diogenes).
- Space Opera. Diogenes, 2008, ISBN 978-3-257-06650-0 (3 Bände in Kassette).
- Das Weihnachtsgeschenk und andere Weihnachtsgeschichten. Ausgewählt von Daniel Keel und Daniel Kampa. Diogenes-Taschenbuch #23688, 2008, ISBN 978-3-257-23688-0.

## Kurzgeschichten
1939
- Don’t Get Technatal (in: Futuria Fantasia, Summer 1939)

1940
- Tale of the Tortletwitch (in: Spaceways, April 1940)
- Luana the Living (in: Polaris, June 1940)
- It’s Not the Heat, It’s the Hu— (in: Rob Wagner’s Script, November 2, 1940)
- The Piper (in: Futuria Fantasia, Spring 1940)
  - Deutsch: Der Flötenspieler. In: Peter Haining (Hrsg.): Die Zukunftsmacher. Pabel (Terra Taschenbuch #261), 1975.

1941
- Tale of the Mangledomvritch (in: Snide, February 1941)
- Pendulum (in: Super Science Stories, November 1941; mit Henry Hasse)

1942
- The Candle (in: Weird Tales, November 1942)

1943
- Gabriel’s Horn (in: Captain Future, Spring 1943; mit Henry Hasse)
- The Wind (in: Weird Tales, March 1943)
  - Deutsch: Der Wind. In: Ray Bradbury: Familientreffen. 1986.
- Subterfuge (in: Astonishing Stories, April 1943)
  - Deutsch: Die Ausflucht. In: Walter Spiegl (Hrsg.): Science-Fiction-Stories 24. Ullstein 2000 #43 (2958), 1973, ISBN 3-548-02958-2.
- The Crowd (in: Weird Tales, May 1943)
- The Scythe (in: Weird Tales, July 1943)
  - Deutsch: Die Sense. In: Ray Bradbury: Familientreffen. 1986.
- Doodad (in: Astounding Science-Fiction, September 1943; auch: Everything Instead of Something, 2014)
  - Deutsch: Dingsbums. In: Peter Haining (Hrsg.): Gefährliche Possen. Heyne Science Fiction & Fantasy #5909, 1997, ISBN 3-453-13343-9.
- Promotion to Satellite (in: Thrilling Wonder Stories, Fall 1943)
- King of the Gray Spaces (in: Famous Fantastic Mysteries, December 1943; auch: R Is for Rocket, 1962)
- The Small Assassin (1943)
  - Deutsch: Baby. In: Helmuth W. Mommers und Arnulf D. Krauß (Hrsg.): 22 Horror-Stories. Heyne Anthologie #16, 1965. Auch als: Ein kleiner Mörder. In: Ray Bradbury: Der Tod kommt schnell in Mexico. 1988.

1944
- The Sea Shell (in: Weird Tales, January 1944)
- The Monster Maker (in: Planet Stories, Spring 1944)
- Reunion (in: Weird Tales, March 1944)
- I, Rocket (in: Amazing Stories, May 1944)
  - Deutsch: Ich, die Rakete. In: Sam Moskowitz und Roger Elwood (Hrsg.): Der Robotspion. Heyne Science Fiction & Fantasy #3150, 1969.
- The Lake (in: Weird Tales, May 1944)
- Morgue Ship (in: Planet Stories, Summer 1944)
- There Was an Old Woman (in: Weird Tales, July 1944)
  - Deutsch: Es war einmal eine alte Frau. In: Ray Bradbury: Familientreffen. 1986.
- Yesterday I Lived! (in Flynn’s Detective Magazine, August 1944; auch: No Phones, Private Coffin)
  - Deutsch: Gestern hab ich noch gelebt. In: Ray Bradbury: Der Tod kommt schnell in Mexico. 1988.
- And Then—the Silence (in: Super Science Stories (Canadian), October 1944; auch: The Silence, 1949)
- It Burns Me Up! (in: Dime Mystery Magazine, November 1944; auch: Forgotten Man, 2014)
  - Deutsch: Kleine Flocken grauer Asche. In: Ray Bradbury: Der Tod kommt schnell in Mexico. 1988.
- The Jar (in: Weird Tales, November 1944)
  - Deutsch: Das Glas. In: Ray Bradbury: Familientreffen. 1986.
- Lazarus Come Forth (in: Planet Stories, Winter 1944)
- Undersea Guardians (in: Amazing Stories, December 1944)

1945
- The Poems (in: Weird Tales, January 1945)
- The Tombstone (in: Weird Tales, March 1945)
  - Deutsch: Der Grabstein. In: Ray Bradbury: Die Laurel-&-Hardy-Liebesgeschichte und andere Erzählungen. 1990.
- Skeleton (in: Script, April 28, 1945; auch: Skeleton [2], 2008)
  - Deutsch: Das Skelett des Mr. Harris. In: Helmuth W. Mommers und Arnulf D. Krauß (Hrsg.): 21 Grusel-Stories. Heyne Anthologie #21, 1966. Auch als: Das Skelett. In: Ray Bradbury: Familientreffen. 1986.
- Corpse-Carnival (in: Dime Mystery Magazine, July 1945; auch: Corpse Carnival, 1984; auch: One Minus One, 2017)
  - Deutsch: Ein Zirkus voller Leichen. In: Ray Bradbury: Der Tod kommt schnell in Mexico. 1988.
- The Watchers (in: Weird Tales, May 1945; auch: Kurt Singer (Hrsg.): Bloch and Bradbury. Tower Books, 1969)
  - Deutsch: Die Beobachter. In: Robert Bloch und Ray Bradbury: Der Besucher aus dem Dunkel, Heyne Allgemeine Reihe #935, 1972.
- The Dead Man (in: Weird Tales, July 1945; auch: Kurt Singer (Hrsg.): Bloch and Bradbury. Tower Books, 1969)
  - Deutsch: Der tote Mann. In: Robert Bloch und Ray Bradbury: Der Besucher aus dem Dunkel. Heyne Allgemeine Reihe #935, 1972.
- Dead Men Rise Up Never (in: Dime Mystery Magazine, July 1945; auch: The Sea Cure, 2017)
  - Deutsch: Tote stehen nie mehr auf. In: Ray Bradbury: Der Tod kommt schnell in Mexico. 1988.
- The Big Black and White Game (in: The American Mercury, August, 1945)
  - Deutsch: Das große schwarzweiße Spiel. In: Ray Bradbury: Geh’ nicht zu Fuß durch stille Straßen. 1970. Auch als: Das große Schwarz-Weiß-Spiel. In: Ray Bradbury: Die goldenen Äpfel der Sonne. 1990.
- Invisible Boy (in: Mademoiselle, November 1945; auch: The Invisible Boy, 1973)
  - Deutsch: Der unsichtbare Junge. In: Ray Bradbury: Geh’ nicht zu Fuß durch stille Straßen. 1970. Auch als: Unsichtbarer Junge. In: Ray Bradbury: Die goldenen Äpfel der Sonne. 1990.

1946
- Defense Mech (in: Planet Stories, Spring 1946)
- Final Victim (in: Amazing Stories, February 1946; mit Henry Hasse)
- Rocket Skin (in: Thrilling Wonder Stories, Spring 1946)
- The Smiling People (in: Weird Tales, May 1946)
- Lorelei of the Red Mist (in: Planet Stories, Summer 1946; mit Leigh Brackett)
  - Deutsch: Die Venus-Hexe. In: Ullstein Science Fiction Stories 18. Ullstein 2000 #2899, 1972.
- Chrysalis (in: Amazing Stories, July 1946)
  - Deutsch: Chrysalis. In: Ray Bradbury: Der Katzenpyjama. 2005. Auch als: Der Kokon. In: Ray Bradbury: S is for Space: Meisterhafte Storys. 2017.
- The Creatures That Time Forgot (in: Planet Stories, Fall 1946; auch: Frost and Fire, 1962)
  - Deutsch: Die Achttagemenschen. In: Helmuth W. Mommers und Arnulf D. Krauß (Hrsg.): 7 Science Fiction-Stories. Heyne-Anthologien #20, 1966.
- Let’s Play „Poison“ (in: Weird Tales, November 1946)
- A Careful Man Dies (1946)
  - Deutsch: Blut. Übersetzt von Joachim Körber. In: SF Perry Rhodan Magazin, Mai 1981. Pabel, 1981. Auch als: Der Tod eines vorsichtigen Mannes. Übersetzt von Walle Bengs. In: Ray Bradbury: Der Tod kommt schnell in Mexico. 1988. Auch als: Ein vorsichtiger Mann stirbt. Übersetzt von Joachim Körber. In: Ray Bradbury: Der Katzenpyjama. 2005.
- Homecoming (1946)
  - Deutsch: Heimkehr. In: Wolfgang Jeschke (Hrsg.): Heyne Science Fiction Jahresband 1980. Heyne Science Fiction & Fantasy #3729, 1980, ISBN 3-453-30633-3. Auch als: Das Familientreffen. In: Ray Bradbury: Familientreffen. 1986.
- The Miracles of Jamie (1946)
  - Deutsch: Das Wunder des Jamie. In: Ray Bradbury: Lange nach Mitternacht. 1979.
- One Timeless Spring (1946)
  - Deutsch: Zeitloser Frühling. In: Ray Bradbury: Lange nach Mitternacht. 1979. Auch als: Ein zeitloser Frühling. In: Ray Bradbury: Lange nach Mitternacht. 1997.

1947
- Rocket Summer (in: Planet Stories, Spring 1947 ["Spring Issue Dec.-Jan. 1946-1947"])
- The Handler (in: Weird Tales, January 1947; auch: Kurt Singer (Hrsg.): Bloch and Bradbury. Tower Books, 1969)
  - Deutsch: Ausgleichende Gerechtigkeit. In: Robert Bloch und Ray Bradbury: Der Besucher aus dem Dunkel, Heyne Allgemeine Reihe #935, 1972. Auch als: Mr. Benedicts Ende. In: Kurt Singer (Hrsg.): 13 Horror-Stories. Heyne-Anthologien #36, 1972.
- The Man Upstairs (in: Harper’s Magazine, March 1947)
  - Deutsch: Der Untermieter. In: Ornella Volta und Valerio Riva (Hrsg.): Vampire. Heyne Allgemeine Reihe #539, 1967.
- The Cistern (1947, in: Ray Bradbury: Dark Carnival)
- The Coffin (1947, in: Ray Bradbury: Dark Carnival; auch: Wake for the Living, 1965)
  - Deutsch: Totenwache für einen Lebenden. In: Ray Bradbury: Der Tod kommt schnell in Mexico. 1988.
- The Emissary (1947, in: Ray Bradbury: Dark Carnival)
  - Deutsch: Der Zwischengänger. In: Michel Parry (Hrsg.): Die Hunde der Hölle. Fischer Taschenbuch (Fischer Taschenbücher #1876), 1977, ISBN 3-436-02463-5. Auch als: Der Sendbote. In: Josh Pachter (Hrsg.): Top Horror. Heyne Die unheimlichen Bücher #20, 1984, ISBN 3-453-44074-9. Auch als: Der Bote. In: Ray Bradbury: Familientreffen. 1986.
- Interim (1947, in: Weird Tales, Jul. 1947. Auch in: Ray Bradbury: Dark Carnival, 1947)
- Jack-in-the-Box (1947, in: Ray Bradbury: Dark Carnival)
  - Deutsch: Das Schachtelmännchen. In: Frank T. Zumbach (Hrsg.): Böse Stimmen. Heyne SF & F #4319, 1987, ISBN 3-453-31339-9.
- The Maiden (1947, in: Ray Bradbury: Dark Carnival)
- The Next in Line (1947, in: Ray Bradbury: Dark Carnival)
  - Deutsch: Die nächste in der Reihe. In: Neal Davenport (Hrsg.): Eine Braut fürs Jenseits. Heyne Allgemeine Reihe #832, 1971.
- The Night Sets (1947, in: Ray Bradbury: Dark Carnival)
- Tomorrow and Tomorrow (in: Fantastic Adventures, May 1947)
- Interim (in: Epoch, Fall 1947; auch: Time Intervening, 1952)
- Zero Hour (in: Planet Stories, Fall 1947)
  - Deutsch: Stunde Null. In: Nur ein Marsweib und andere Science Fiction-Stories. Ullstein Bücher #248, 1959. Auch als: Die Stunde Null. In: Science-Fiction-Stories 69. Ullstein 2000 #135 (3378), 1977, ISBN 3-548-03378-4.
- The Irritated People (in: Thrilling Wonder Stories, December 1947)
- Jonah of the Jove-Run (1947, in: Planet Stories, Spring 1948; auch: The Calculator, 2014)
- I See You Never (1947)
  - Deutsch: Ich sehe Sie nie. In: Ray Bradbury: Geh’ nicht zu Fuß durch stille Straßen. 1970. Auch als: Ich Sie nie sehen. In: Ray Bradbury: Die goldenen Äpfel der Sonne. 1990.
- The Traveler (1947)
  - Deutsch: Die Reisende. In: Ray Bradbury: Familientreffen. 1986.
- The Wonderful Death of Dudley Stone (1947)
  - Deutsch: Der wunderbare Tod des Dudley Stone. In: Ray Bradbury: Familientreffen. 1986. Auch als: Der wundervolle Tod des Dudley Stone. In: Ray Bradbury: Familientreffen. 1986.

1948
- The Shape of Things (in: Thrilling Wonder Stories, February 1948; auch: Tomorrow’s Child, 1983)
  - Deutsch: Das vierdimensionale Kind. In: Ray Bradbury: Gesänge des Computers. 1973. Auch als: Das Kind von Morgen. In: Ray Bradbury: Das Kind von Morgen. 1984.
- The October Game (in: Weird Tales, March 1948)
  - Deutsch: Das Oktober-Spiel. In: Ray Bradbury: Lange nach Mitternacht. 1979.
- The Black Ferris (in: Weird Tales, May 1948; auch: Black Ferris, 1973)
  - Deutsch: Das schwarze Riesenrad. In: Terry Carr und Martin H. Greenberg (Hrsg.): Traumreich der Magie: Höhepunkte der modernen Fantasy. Heyne Science Fiction & Fantasy #4254, 1985, ISBN 3-453-31262-7.
- Pillar of Fire (in: Planet Stories, Summer 1948)
  - Deutsch: Feuersäule. In: Peter Haining (Hrsg.): Stunde der Vampire. Fischer Taschenbuch (Fischer Taschenbücher #1527), 1974, ISBN 3-436-02002-8.
- Fever Dream (in: Weird Tales, September 1948)
  - Deutsch: Fiebertraum. In: Ray Bradbury: Medizin für Melancholie. 1969.
- Touch and Go! (in: Detective Book Magazine, Winter 1948; auch: The Fruit at the Bottom of the Bowl, 1961)
  - Deutsch: Die Früchte ganz unten in der Schale. In: Ray Bradbury: Geh’ nicht zu Fuß durch stille Straßen. 1970. Auch als: Die Früchte am Grund der Schale. In: Ray Bradbury: Die goldenen Äpfel der Sonne. Volk und Welt, 1990.
- Referent (in: Thrilling Wonder Stories, October 1948)
- The Square Pegs (in: Thrilling Wonder Stories, October 1948)
- The Women (in: Famous Fantastic Mysteries, October 1948)
  - Deutsch: Die Frauen. In: Ray Bradbury: Gesänge des Computers. 1973.
- Asleep in Armageddon (in: Planet Stories, Winter 1948; auch: Perchance to Dream, 1960)
- The Visitor (in: Startling Stories, November 1948)
  - Deutsch: Der Besucher. In: Ray Bradbury: Der illustrierte Mann. 1962.
- The Candy Skull (1948)
  - Deutsch: Ein Totenschädel aus Zucker. In: Alden H. Norton (Hrsg.): Ein Totenschädel aus Zucker. Heyne Allgemeine Reihe #867, 1971. Auch als: Der Tod kommt schnell in Mexico. In: Ray Bradbury: Der Tod kommt schnell in Mexico. 1988.
- The Changeling (1948)
  - Deutsch: Doppelgänger. In: Verena C. Harksen (Hrsg.): Die Nacht der fünf Monde. Fischer Boot #7571, 1986, ISBN 3-596-27571-7.
- The Dwarf (1948)
  - Deutsch: Der Zwerg. In: Peter Haining (Hrsg.): Ungeheuer. Fischer Taschenbuch (Fischer Taschenbücher #1417), 1973, ISBN 3-436-01806-6.
- Fever Dream (1948, Weird Tales, September 1948; auch: Kurt Singer (Hrsg.): Bloch and Bradbury. Tower Books, 1969)
  - Deutsch: Fiebertraum. In: Kurt Singer und Robert Bloch (Hrsg.): Der Besucher aus dem Dunkel. Heyne Allgemeine Reihe #935, 1969.
- Mars Is Heaven (1948)
  - Deutsch: Der Himmel auf dem Mars. In: Robert Silverberg (Hrsg.): Science Fiction Hall of Fame 2: Die besten Storys 1948–1963. Golkonda (Allgemeine Reihe #156), 2018, ISBN 978-3-944720-56-2.
- The Meadow (1948; auch: Meadow of the World, 1953)
  - Deutsch: Die Wiese. In: Ray Bradbury: Geh’ nicht zu Fuß durch stille Straßen. 1970.

1949
- The Man (in: Thrilling Wonder Stories, February 1949)
  - Deutsch: Der Mann. In: Ray Bradbury: Der illustrierte Mann. 1962.
- The Concrete Mixer (in: Thrilling Wonder Stories, April 1949)
  - Deutsch: Zementmixer. In: Ray Bradbury: Der illustrierte Mann. 1962.
- I, Mars (in: Super Science Stories, April 1949)
- The Lonely Ones (in: Startling Stories, July 1949)
- The Naming of Names (in: Thrilling Wonder Stories, August 1949; auch: Dark They Were, and Golden-Eyed, 1981; auch: Dark They Were and Golden-Eyed, 1963; keine Beziehung zur Erzählung gleichen Titels aus The Martian Chronicles)
  - Deutsch: Sie waren dunkelhäutig und goldäugig. In: Ray Bradbury: Medizin für Melancholie. 1969. Auch als: Dunkel waren sie und goldäugig. In: Ray Bradbury: Medizin für Melancholie. 1981.
- The Mad Wizards of Mars (in: Maclean’s, September 15, 1949; auch: The Exiles, 1952; auch: The Exiles: Original Version, 2012)
  - Deutsch: Die Verbannten. In: Ray Bradbury: Der illustrierte Mann. 1962.
- Kaleidoscope (in: Thrilling Wonder Stories, October 1949)
  - Deutsch: Kaleidoskop. In: Clark Darlton (Hrsg.): Utopia-Magazin 5. Pabel Utopia Magazin #5, 1956.
- A Blade of Grass (in: Thrilling Wonder Stories, December 1949; auch: The Parallel, 2011)
- Holiday (in: The Arkham Sampler, Autumn 1949)
- The One Who Waits (in: The Arkham Sampler, Summer 1949)
  - Deutsch: Einer, der wartet. In: Hans Gamber (Hrsg.): Perry Rhodan Sonderheft 2. Pabel Perry Rhodan Sonderh #2, 1978. Auch als: Ich warte. In: Ray Bradbury: Die Mechanismen der Freude. 1985.

1950
- Forever and the Earth (in: Planet Stories, Spring 1950)
  - Deutsch: Ewig und auf Erden. In: Axel Melhardt (Hrsg.): Pioneer 24. Austrotopia Pioneer #24, 1966. Auch als: Der Roman, den T. W. im Jahre 2257 schrieb. In: Ray Bradbury: Lange nach Mitternacht. 1979.
- Payment in Full (in: Thrilling Wonder Stories, February 1950)
- Outcast of the Stars (in: Super Science Stories, March 1950; auch: The Rocket, 1952)
  - Deutsch: Das Raumschiff. In: Ray Bradbury: Der illustrierte Mann. 1962.
- Death-by-Rain (in: Planet Stories, Summer 1950; auch: The Long Rain, 1952)
  - Deutsch: Der lange Regen. In: Ray Bradbury: Der illustrierte Mann. 1962.
- Purpose (in: Startling Stories, July 1950; auch: The City, 1952)
  - Deutsch: Die Stadt. In: Ray Bradbury: Der illustrierte Mann. 1962.
- Death-Wish (in: Planet Stories, Fall 1950; auch: The Blue Bottle, 1978)
  - Deutsch: Die blaue Flasche. In: Ray Bradbury: Lange nach Mitternacht. 1979.
- The World the Children Made (in: The Saturday Evening Post, September 23, 1950; auch: The Veldt, 1952; auch: The Veld, 1962)
  - Deutsch: Das Kinderzimmer. In: Ray Bradbury: Der illustrierte Mann. 1962.
- The Highway (1950)
  - Deutsch: Die Landstrasse. In: Ray Bradbury: Der illustrierte Mann. 1962. Auch als: Die Landstraße. In: Ray Bradbury: Der illustrierte Mann. Heyne SF & F #3057, 1965.

1951
- The Fox and the Forest (1951, in: Ray Bradbury: The Illustrated Man; auch: To the Future, 2007)
  - Deutsch: Spürhunde. In: Utopia-Science-Fiction-Magazin, #23. Pabel, 1959. Auch als: Der Fuchs und die Hasen. In: Ray Bradbury: Der illustrierte Mann. 1962.
- The Last Night of the World (1951, in: Ray Bradbury: The Illustrated Man)
  - Deutsch: Die letzte Nacht der Welt. In: Ray Bradbury: Der illustrierte Mann. 1962.
- No Particular Night or Morning (1951, in: Ray Bradbury: The Illustrated Man)
  - Deutsch: Kein Abend, kein Morgen … In: Ray Bradbury: Der illustrierte Mann. 1962.
- The Other Foot (1951, in: Ray Bradbury: The Illustrated Man)
  - Deutsch: Die andere Haut. In: Ray Bradbury: Der illustrierte Mann. 1962.
- The Rocket Man (1951, in: Ray Bradbury: The Illustrated Man)
  - Deutsch: Der Raumfahrer. In: Ray Bradbury: Der illustrierte Mann. 1962.
- The Fog Horn (in: The Saturday Evening Post, June 23, 1951; auch: The Beast from 20,000 Fathoms)
  - Deutsch: Das Nebelhorn. In: Ray Bradbury: Geh’ nicht zu Fuß durch stille Straßen. 1970. Auch als: Das Monster und das Nebelhorn. In: Peter Haining (Hrsg.): 17 Horror-Stories. Heyne Anthologie #43, 1974, ISBN 3-453-45016-7.
- A Little Journey (in: Galaxy Science Fiction, August 1951)
  - Deutsch: Rakete ins Himmelreich. In: Thomas Schlück und Walter Ernsting (Hrsg.): Galaxy 11. Heyne Science Fiction & Fantasy #3128, 1968.
- Embroidery (in: Marvel Science Fiction, November 1951)
  - Deutsch: Stickerei. In: Ray Bradbury: Geh’ nicht zu Fuß durch stille Straßen. 1970.
- Here There Be Tygers (1951, in: Raymond J. Healy (Hrsg.): New Tales of Space and Time)
  - Deutsch: Here There Be Tygers. In: Axel Melhardt (Hrsg.): Pioneer 16. Austrotopia Pioneer #16, 1963. Auch als: Hic sunt tigres. In: Dolly Dolittle (Hrsg.): Dolly Dolittle’s Crime Club 5. Diogenes detebe #21564, 1988, ISBN 3-257-21564-9.
- The Fox in the Forest (1951)
  - Deutsch: Spürhunde. In: Bert Koeppen (Hrsg.): Utopia-Magazin 23. Pabel Utopia Magazin #23, 1959.
- The Illustrated Man (1951, in: Groff Conklin (Hrsg.): In the Grip of Terror)
  - Deutsch: Der Mann. In: Rene Oth (Hrsg.): Gedachte Welten. Arena #3923, 1962, ISBN 3-401-03923-7.
- The Other Foot (1951)
  - Deutsch: Die andere Haut. In: Ray Bradbury: Der illustrierte Mann. 1977.

1952
- The Pedestrian (in: The Magazine of Fantasy and Science Fiction, February 1952)
  - Deutsch: Der letzte Fußgänger. In: Bert Koeppen (Hrsg.): Utopia-Magazin 16. Pabel Utopia Magazin #16, 1958. Auch als: Geh’ nicht zu Fuß durch stille Straßen. In: Ray Bradbury: Geh’ nicht zu Fuß durch stille Straßen. 1970. Auch als: Der Fußgänger. In: Ray Bradbury: Die goldenen Äpfel der Sonne. 1990. Auch als: Der Spaziergänger. In: Ray Bradbury: S is for Space: Meisterhafte Storys. 2017.
- A Sound of Thunder (in: Collier’s, June 28, 1952; auch: Sound of Thunder, 1980)
  - Deutsch: Ferner Donner. In: Ray Bradbury: Geh’ nicht zu Fuß durch stille Straßen. 1970. Auch als: Ein Donnerschlag. In: Ray Bradbury: Saurier-Geschichten. 1985. Auch als: Ein Donnerkrachen. In: Ray Bradbury: Die goldenen Äpfel der Sonne. Volk und Welt, 1990. Auch als: Donnerschlag. In: Ulrike Becker und Claus Varrelmann (Hrsg.): Science Fiction Stories = Science Fiction Erzählungen. dtv zweisprachig, 1993, ISBN 3-423-09308-0.
- The Smile (in: Fantastic, Summer 1952)
  - Deutsch: Das Lächeln. In: Ray Bradbury: Medizin für Melancholie. 1969.
- The Secret (in: IT, Summer 1952)
- The Tombling Day (in: Shenandoah, Autumn, 1952)
  - Deutsch: Der Friedhofstag. In: Ray Bradbury: Gesänge des Computers. 1973. Auch als: Der Ausgrabungstag. In: Ray Bradbury: Das Kind von Morgen. 1984.
- Torrid Sacrifice (in: Cavalier, November 1952; auch: En la Noche, 1961)
  - Deutsch: En la noche. In: Ray Bradbury: Geh’ nicht zu Fuß durch stille Straßen. 1970.
- The Gift (in: Esquire, December 1952)
  - Deutsch: Die Nacht der zehn Milliarden Lichter. In: Helmuth W. Mommers und Arnulf D. Krauß (Hrsg.): Die Nacht der zehn Milliarden Lichter. Heyne Science Fiction & Fantasy #3106, 1967. Auch als: Das Geschenk. In: Ray Bradbury: Medizin für Melancholie. 1969. Auch als: Das Weihnachtsgeschenk. In: Ray Bradbury: Das Weihnachtsgeschenk und andere Weihnachtsgeschichten. 2008.
- A Piece of Wood (1952)
  - Deutsch: Ein Stück Holz. In: Ray Bradbury: Lange nach Mitternacht. 1979.
- The Playground (1952, in: Ray Bradbury: The Illustrated Man)

1953
- Welcome, Brothers! (in: Authentic Science Fiction Monthly, #29 (January) 1953)
- A Scent of Sarsaparilla (1953, in: Frederik Pohl (Hrsg.): Star Science Fiction Stories)
  - Deutsch: Der Duft der Sarsaparilla. In: Ray Bradbury: Medizin für Melancholie. 1969. Auch als: Der Duft von Sarsaparilla. In: Ray Bradbury: Medizin für Melancholie. 1981.
- The Flying Machine (1953, in: Ray Bradbury: The Golden Apples of the Sun)
  - Deutsch: Die Flugmaschine. In: Ray Bradbury: Geh’ nicht zu Fuß durch stille Straßen. 1970.
- The Garbage Collector (1953, in: Ray Bradbury: The Golden Apples of the Sun)
  - Deutsch: Der Müllkutscher. In: Ray Bradbury: Geh’ nicht zu Fuß durch stille Straßen. 1970.
- The Golden Apples of the Sun (1953, in: Ray Bradbury: The Golden Apples of the Sun)
  - Deutsch: Die goldenen Äpfel der Sonne. In: Horst Christiani (Hrsg.): Anabis 24. Privatdruck Anabis #24, 1969.
- The Golden Kite, the Silver Wind (1953, in: Ray Bradbury: The Golden Apples of the Sun)
  - Deutsch: Der goldene Drachen und der silberne Wind. In: Ray Bradbury: Geh’ nicht zu Fuß durch stille Straßen. 1970. Auch als: Der goldene Drachen, der silberne Wind. In: Ray Bradbury: Die goldenen Äpfel der Sonne. 1990.
- The Great Wide World Over There (1953, in: Ray Bradbury: The Golden Apples of the Sun)
  - Deutsch: Die große weite Welt da drüben. In: Ray Bradbury: Geh’ nicht zu Fuß durch stille Straßen. 1970.
- Hail and Farewell (1953, in: Ray Bradbury: The Golden Apples of the Sun)
  - Deutsch: Der Junge. In: Ray Bradbury: Geh’ nicht zu Fuß durch stille Straßen. 1970. Auch als: Willkommen und Lebwohl. In: Ray Bradbury: Die goldenen Äpfel der Sonne. 1990. Auch als: Hallo und Lebwohl. In: Ray Bradbury: S is for Space: Meisterhafte Storys. 2017.
- The Murderer (1953, in: Ray Bradbury: The Golden Apples of the Sun)
  - Deutsch: Der Mörder. In: Ray Bradbury: Geh’ nicht zu Fuß durch stille Straßen. 1970.
- Powerhouse (1953, in: Ray Bradbury: The Golden Apples of the Sun)
  - Deutsch: Das Kraftwerk. In: Ray Bradbury: Geh’ nicht zu Fuß durch stille Straßen. 1970. Auch als: Kraftwerk. In: Ray Bradbury: Die goldenen Äpfel der Sonne. 1990.
- Sun and Shadow (1953, in: Ray Bradbury: The Golden Apples of the Sun)
  - Deutsch: Sonne und Schatten. In: Ray Bradbury: Geh’ nicht zu Fuß durch stille Straßen. 1970.
- And So Died Riabouchinska (in: The Saint Detective Magazine, June/July 1953; auch: Riabouchinska, 2017)
  - Deutsch: Und so starb Riabouchinska. In: Ray Bradbury: Die Mechanismen der Freude. 1985.
- Time in Thy Flight (in: Fantastic Universe, June-July 1953)
  - Deutsch: Auf den Schwingen der Zeit. In: Ray Bradbury: S is for Space: Meisterhafte Storys. 2017.

1954
- All Summer in a Day (in: The Magazine of Fantasy and Science Fiction, March 1954)
  - Deutsch: Der ganze Sommer an einem Tag. In: Ray Bradbury: Medizin für Melancholie. 1969.
- The Watchful Poker Chip (in: Beyond Fantasy Fiction, March 1954; auch: The Watchful Poker Chip of H. Matisse, 1966)
  - Deutsch: Der wachsame Poker-Chip von H. Matisse. In: Ray Bradbury: Familientreffen. 1986.
- Interval in Sunlight (1954)
  - Deutsch: Pause im Sonnenlicht. In: Ray Bradbury: Lange nach Mitternacht. 1979.
- The Strawberry Window (1954)
  - Deutsch: Das Erdbeerfenster. In: Ray Bradbury: Medizin für Melancholie. 1969.

1955
- Switch on the Night (1955)
- Touched with Fire (1955, in: Ray Bradbury: The October Country)
  - Deutsch: Von der Hitze gepackt. In: Ray Bradbury: Familientreffen. 1986.

1956
- The Dragon (in: The Magazine of Fantasy and Science Fiction, March 1956)
  - Deutsch: Der Drache. In: Ray Bradbury: Medizin für Melancholie. 1969.
- Icarus Montgolfier Wright (in: The Magazine of Fantasy and Science Fiction, May 1956)
  - Deutsch: Icarus Montgolfier Wright. In: Anthony Boucher (Hrsg.): 20 Science Fiction-Stories. Heyne-Anthologien #2, 1963. Auch als: Ikaros Montgolfier Wright. In: Ray Bradbury: Medizin für Melancholie. 1969. Auch als: Ikarus Montgolfier Wright. In: Ray Bradbury: S is for Space: Meisterhafte Storys. 2017.

1957
- In a Season of Calm Weather (in: Playboy, January 1957; auch: The Picasso Summer, 1980)
  - Deutsch: Zur warmen Jahreszeit. In: Ray Bradbury: Medizin für Melancholie. 1969.
- The Day It Rained Forever (in: Harper’s Magazine, July 1957)
  - Deutsch: Der Tag, an dem der grosse Regen kam. In: Ray Bradbury: Medizin für Melancholie. 1969.

1958
- The Town Where No One Got Off (in: Ellery Queen’s Mystery Magazine, October 1958)
  - Deutsch: Die Stadt, in der niemand ausstieg. In: Ray Bradbury: Medizin für Melancholie. 1969. Auch als: Die Stadt, wo niemand ausstieg. In: Ray Bradbury: Medizin für Melancholie. 1981.
- The End of the Beginning (1958)
  - Deutsch: Das Ende vom Anfang. In: Ray Bradbury: Medizin für Melancholie. 1969.
- The Headpiece (1958)
  - Deutsch: Das Toupet. In: Ray Bradbury: Medizin für Melancholie. 1969.
- The Little Mice (1958)
  - Deutsch: Die Mäuse. In: Ray Bradbury: Medizin für Melancholie. 1969. Auch als: Die kleinen Mäuse. In: Ray Bradbury: Medizin für Melancholie. 1981.
- The Marriage Mender (1958)
  - Deutsch: Der Eheretter. In: Ray Bradbury: Medizin für Melancholie. 1969.
- A Medicine for Melancholy (1958)
  - Deutsch: Medizin für Melancholie. In: Ray Bradbury: Medizin für Melancholie. 1969.
- The Time of Going Away (1958)
  - Deutsch: Zeit zum Aufbruch. In: Ray Bradbury: Medizin für Melancholie. 1969.
- The Wonderful Ice Cream Suit (1958)
  - Deutsch: Der wunderbare Eiskrem-Anzug. In: Ray Bradbury: Medizin für Melancholie. 1969.

1959
- The Shoreline at Sunset (in: The Magazine of Fantasy and Science Fiction, March 1959; auch: The Sunset Harp)
  - Deutsch: Sonnenuntergang an der Küste. In: Ray Bradbury: Medizin für Melancholie. 1969. Auch als: Küstenstreifen bei Sonnenuntergang. In: Ray Bradbury: Medizin für Melancholie. 1981.
- Almost the End of the World (1959, in: Ray Bradbury: The Day It Rained Forever)
  - Deutsch: Fast am Ende der Welt. In: Ray Bradbury: Die Mechanismen der Freude. 1985.

1960
- Death and the Maiden (in: The Magazine of Fantasy and Science Fiction, March 1960)
  - Deutsch: Der Tod und die Jungfrau. In: Ray Bradbury: Die Mechanismen der Freude. 1985.
- The Best of All Possible Worlds (in: Playboy, August 1960)
  - Deutsch: Die beste aller möglichen Welten. In: Ray Bradbury: Die Mechanismen der Freude. 1985.
- Very Late in the Evening (in: Playboy, December 1960; auch: Some Live Like Lazarus, 1981)
  - Deutsch: Manche leben wie Lazarus. In: Ray Bradbury: Die Mechanismen der Freude. 1985.

1961
- The Illustrated Woman (in: Playboy, March 1961)
  - Deutsch: Die illustrierte Frau. In: Ray Bradbury: Die Mechanismen der Freude. 1985.

1962
- A Miracle of Rare Device (in: Playboy, January 1962)
  - Deutsch: Ein Wunder von seltener Kunst. In: Ray Bradbury: Die Mechanismen der Freude. 1985.
- The Prehistoric Producer (in: The Saturday Evening Post, June 23, 1962; auch: Tyrannosaurus Rex, 1964)
  - Deutsch: Tyrannosaurus Rex. In: Ray Bradbury: Saurier-Geschichten. 1985.
- Come Into My Cellar (in: Galaxy Magazine, October 1962; auch: Boys! Raise Giant Mushrooms in Your Cellar!, 1981)
  - Deutsch: Alle Jungen züchten Riesenpilze! In: Fremde aus dem All. Bastei Lübbe Science Fiction Special #24031, 1982, ISBN 3-404-24031-6. Auch als: Jungens! Züchtet Riesenpilze in eurem Keller! In: Ray Bradbury: Die Mechanismen der Freude. 1985. Auch als: Komm in meinen Keller. In: Ray Bradbury: S is for Space: Meisterhafte Storys. 2017.
- The Machineries of Joy (in: Playboy, December 1962)
  - Deutsch: Die Mechanismen der Freude. In: Ray Bradbury: Die Mechanismen der Freude. 1985.

1963
- Bright Phoenix (in: The Magazine of Fantasy and Science Fiction, May 1963)
- To the Chicago Abyss (in: The Magazine of Fantasy and Science Fiction, May 1963)
  - Deutsch: Es war einmal … In: Charlotte Winheller (Hrsg.): Die Esper greifen ein. Heyne Allgemeine Reihe #260, 1963. Auch als: Zum Krater von Chicago. In: Ray Bradbury: Die Mechanismen der Freude. 1985.
- The Life Work of Juan Diaz (in: Playboy, September 1963; auch: The Lifework of Juan Díaz, 1965)
  - Deutsch: Das Lebenswerk von Juan Díaz. In: Ray Bradbury: Die Mechanismen der Freude. 1985.
- Sombra y Sol (1963, in: Gamma 2; auch: El Dia de Muerte, 1964)
  - Deutsch: El Día de Muerte. In: Ray Bradbury: Die Mechanismen der Freude. 1985.
- The Vacation (in: Playboy, December 1963)
  - Deutsch: Die großen Ferien. In: Ray Bradbury: Die Mechanismen der Freude. 1985.

1964
- And the Sailor, Home from the Sea (1964, in: Ray Bradbury: The Machineries of Joy)
  - Deutsch: Und der Seemann, endlich daheim. In: Ray Bradbury: Die Mechanismen der Freude. 1985.
- The Drummer Boy of Shiloh (1964, in: Ray Bradbury: The Machineries of Joy)
  - Deutsch: Der Trommlerjunge von Siloh. In: Ray Bradbury: Die Mechanismen der Freude. 1985.
- A Flight of Ravens (1964, in: Ray Bradbury: The Machineries of Joy)
  - Deutsch: Ein Schwarm Raben. In: Ray Bradbury: Die Mechanismen der Freude. 1985.
- Perhaps We Are Going Away (1964, in: Ray Bradbury: The Machineries of Joy)
  - Deutsch: Vielleicht gehen wir fort. In: Ray Bradbury: Die Mechanismen der Freude. 1985.
- Heavy-Set (in: Playboy, October 1964; auch: Heavy Set, 1968)
  - Deutsch: Im Stich gelassen. In: Ray Bradbury: Gesänge des Computers. 1973. Auch als: Kraftpaket. In: Ray Bradbury: Das Kind von Morgen. 1984.

1965
- „Balloon, Oh, Balloon!“ (in: Riverside Quarterly, February 1965; mit Algis Budrys)
- The Coffin (Comic-Adaption, 1965, in: Ray Bradbury: The Autumn People; mit Al Feldstein)
- The Handler (Comic-Adaption, 1965, in: Ray Bradbury: The Autumn People; mit Al Feldstein)
- The Lake (Comic-Adaption, 1965, in: Ray Bradbury: The Autumn People; mit Al Feldstein)
- Let’s Play „Poison“ (Comic-Adaption, 1965, in: Ray Bradbury: The Autumn People; mit Al Feldstein)
- The Screaming Woman (Comic-Adaption, 1965, in: Ray Bradbury: The Autumn People; mit Al Feldstein)
- The Small Assassin (Comic-Adaption, 1965, in: Ray Bradbury: The Autumn People; mit Al Feldstein)
- There Was an Old Woman (Comic-Adaption, 1965, in: Ray Bradbury: The Autumn People; mit Al Feldstein)
- Touch and Go (Comic-Adaption, 1965, in: Ray Bradbury: The Autumn People; mit Al Feldstein)
- The Kilimanjaro Device (1965)
  - Deutsch: Die Kilimandscharo-Maschine. In: Ray Bradbury: Gesänge des Computers. 1973. Auch als: Das Kilimandscharo-Projekt. In: Ray Bradbury: Das Kind von Morgen. 1984.
- Vignettes of Tomorrow (1965, in: August Derleth (Hrsg.): Far Boundaries)

1966
- I, Rocket (Comic-Adaption, 1966, in: Ray Bradbury: Tomorrow Midnight; mit Al Feldstein)
- King of the Gray Spaces (Comic-Adaption, 1966, in: Ray Bradbury: Tomorrow Midnight; mit Al Feldstein)
- The Long Years (Comic-Adaption, 1966, in: Ray Bradbury: Tomorrow Midnight; mit Al Feldstein)
- Mars Is Heaven! (Comic-Adaption, 1966, in: Ray Bradbury: Tomorrow Midnight; mit Al Feldstein)
- The One Who Awaits (Comic-Adaption, 1966, in: Ray Bradbury: Tomorrow Midnight; mit Al Feldstein)
- Outcast of the Stars (Comic-Adaption, 1966, in: Ray Bradbury: Tomorrow Midnight; mit Al Feldstein)
- Punishment Without Crime (Comic-Adaption, 1966, in: Ray Bradbury: Tomorrow Midnight; mit Al Feldstein)
- There Will Come Soft Rains … (Comic-Adaption, 1966, in: Ray Bradbury: Tomorrow Midnight; mit Al Feldstein)
- The Man in the Rorschach Shirt (in: Playboy, October 1966)
  - Deutsch: Der Mann im Rorschachhemd. In: Ray Bradbury: Gesänge des Computers. 1973. Auch als: Der Mann im Rorschach-Hemd. In: Ray Bradbury: Das Kind von Morgen. 1984.
- Any Friend of Nicholas Nickleby’s Is a Friend of Mine (1966)
  - Deutsch: Charles Dickens lebt. In: Ray Bradbury: Gesänge des Computers. 1973. Auch als: Die Freunde von Nicholas Nickleby sind auch meine Freunde. In: Ray Bradbury: Das Kind von Morgen. 1984.

1967
- The Lost City of Mars (in: Playboy, January 1967)
  - Deutsch: Die vergessene Stadt auf dem Mars. In: Playboy, August 1972. 1972. Auch als: Die vergessene Mars-Stadt. In: Ray Bradbury: Gesänge des Computers. 1973. Auch als: Die verschwundene Marsstadt. In: Ray Bradbury: Das Kind von Morgen. 1984.
- The Trunk Lady (1967, in: Alden H. Norton (Hrsg.): Horror Times Ten)
  - Deutsch: Die Frau in der Truhe. In: Ray Bradbury: Der Tod kommt schnell in Mexico. 1988.
- The Year the Glop-Monster Won the Golden Lion at Cannes (1967; auch: The Dragon Danced at Midnight, 2002)
  - Deutsch: Das Jahr, als das Glop-Monster den Goldenen Löwen von Cannes gewann. In: Peter Haining (Hrsg.): Ritter des Wahnsinns. Heyne SF & F #9062, 1999, ISBN 3-453-16220-X.

1969
- The Beautiful One is Here! (in: McCall’s, August 1969; auch: I Sing the Body Electric!, 1981)
  - Deutsch: Gesänge des Computers. In: Ray Bradbury: Gesänge des Computers. 1973. Auch als: Ich singe den Leib, den elektrischen! In: Ray Bradbury: Das Kind von Morgen. 1984. Auch als: Ich singe den Leib, den elektrischen. In: Ray Bradbury: Die goldenen Äpfel der Sonne. Volk und Welt, 1990.
- Downwind from Gettysburg (1969, in: Ray Bradbury: I Sing the Body Electric!)
  - Deutsch: Ein Hauch von Gettysburg. In: Ray Bradbury: Gesänge des Computers. 1973. Auch als: In den Winden von Gettysburg. In: Ray Bradbury: Das Kind von Morgen. 1984. Auch als: In den Wind von Gettysburg. In: Ray Bradbury: Das Kind von Morgen. 1984.
- Henry the Ninth (1969, in: Ray Bradbury: I Sing the Body Electric!; auch: A Final Sceptre, a Lasting Crown)
  - Deutsch: Heinrich der Neunte. In: Ray Bradbury: Gesänge des Computers. 1973.
- The Inspired Chicken Motel (1969, in: Ray Bradbury: I Sing the Body Electric!)
  - Deutsch: Das geheimnisvolle Ei. In: Ray Bradbury: Gesänge des Computers. 1973. Auch als: Das Motel ›Zum erleuchteten Huhn‹. In: Ray Bradbury: Das Kind von Morgen. 1984.
- Night Call, Collect (1969, in: Ray Bradbury: I Sing the Body Electric!)
  - Deutsch: Nächtliches R-Gespräch. In: Ray Bradbury: Gesänge des Computers. 1973. Auch als: Anruf nachts, R-Gespräch. In: Ray Bradbury: Das Kind von Morgen. 1984.
- Yes, We’ll Gather at the River (1969, in: Ray Bradbury: I Sing the Body Electric!)
  - Deutsch: Ja, wir treffen uns am Flusse. In: Ray Bradbury: Gesänge des Computers. 1973. Auch als: Ja, wir treffen uns am Wasser. In: Ray Bradbury: Das Kind von Morgen. 1984.
- The Hour of Ghosts (in: Playboy, December 1969)

1970
- A Wild Night in Galway (1970, in: Peter Haining (Hrsg.): The Wild Night Company: Irish Stories of Fantasy and Horror)

1971
- The Pendulum (1971, in: Sam Moskowitz (Hrsg.): Horrors Unknown)
- My Perfect Murder (in: Playboy, August 1971; auch: The Utterly Perfect Murder, 1976)
  - Deutsch: Mord mit reinen Händen. In: Ray Bradbury: Lange nach Mitternacht. 1979. Auch als: Der total perfekte Mord. In: Ray Bradbury: Lange nach Mitternacht. 1997.
- The Messiah (1971)
  - Deutsch: Der Messias. In: Ray Bradbury: Lange nach Mitternacht. 1979.
- Old Ahab’s Friend, and Friend to Noah, Speaks His Piece (1971)

1972
- The Parrot Who Met Papa (in: Playboy, January 1972)
  - Deutsch: Papas Papagei. In: Ray Bradbury: Lange nach Mitternacht. 1979.

1973
- The Wish (1973)
  - Deutsch: Der Wunsch. In: Ray Bradbury: Lange nach Mitternacht. 1979.

1976
- Drink Entire: Against the Madness of Crowds (in: Gallery, April 1976)
  - Deutsch: Hexe im Eis. In: Ray Bradbury: Lange nach Mitternacht. 1979. Auch als: Trink Entire: Gegen den Massenwahnsinn. In: Ray Bradbury: Lange nach Mitternacht. 1997.
- The Better Part of Wisdom (1976, in: Ray Bradbury: Long After Midnight)
  - Deutsch: Der bessere Teil der Weisheit. In: Ray Bradbury: Lange nach Mitternacht. 1979. Auch als: Reden ist Silber. In: Ray Bradbury: Lange nach Mitternacht. 1997.
- The Burning Man (1976, in: Ray Bradbury: Long After Midnight)
  - Deutsch: Der brennende Mann. In: Ray Bradbury: Lange nach Mitternacht. 1979.
- Darling Adolf (1976, in: Ray Bradbury: Long After Midnight)
  - Deutsch: Darling Adolf. In: Ray Bradbury: Lange nach Mitternacht. 1979. Auch als: Unser lieber Adolf. In: Ray Bradbury: Lange nach Mitternacht. 1997.
- G.B.S. – Mark V (1976, in: Ray Bradbury: Long After Midnight)
  - Deutsch: Reise in die Vergangenheit mit G.B.S. In: Ray Bradbury: Lange nach Mitternacht. 1979. Auch als: G.B.S. – Mark V. In: Ray Bradbury: Lange nach Mitternacht. 1997.
- Have I Got a Chocolate Bar for You! (1976, in: Ray Bradbury: Long After Midnight)
  - Deutsch: Ein Stück heiliger Schokolade. In: Ray Bradbury: Lange nach Mitternacht. 1979. Auch als: Father Malleys Geschenk. In: Ray Bradbury: Lange nach Mitternacht. 1997.
- Long After Midnight (1976, in: Ray Bradbury: Long After Midnight)
  - Deutsch: Lange nach Mitternacht. In: Ray Bradbury: Lange nach Mitternacht. 1979.
- A Story of Love (1976)
  - Deutsch: Eine Liebesgeschichte. In: Ray Bradbury: Lange nach Mitternacht. 1979.
- That Ghost, That Bride of Time (1976)

1978
- The Mummies of Guanajuato (1978; mit Archie Lieberman)
- Twin Hieroglyphs That Swim the River Dust (1978)

1979
- Gotcha! (1979, in: Terry Carr (Hrsg.): The Year’s Finest Fantasy Volume 2)
- The Aqueduct (1979)

1980
- A Touch of Petulance (1980, in: Kirby McCauley (Hrsg.): Dark Forces)
  - Deutsch: Vergangene Zukunft. In: Kirby McCauley (Hrsg.): Acht Stationen des Grauens. Moewig Phantastica #1813, 1984, ISBN 3-8118-1813-9. Auch als: Ein Hauch von Biestigkeit. In: Ray Bradbury: Die Laurel-&-Hardy-Liebesgeschichte und andere Erzählungen. 1990.
- The Electrocution (1980, in: Ray Bradbury: The Last Circus & The Electrocution)
  - Deutsch: Auf dem elektrischen Stuhl. In: Ray Bradbury: Schneller als das Auge. 2006.
- The Last Circus (1980, in: Ray Bradbury: The Last Circus & The Electrocution)
  - Deutsch: Der letzte Zirkus. In: Ray Bradbury: Die Laurel-&-Hardy-Liebesgeschichte und andere Erzählungen. 1990.

1981
- Heart Transplant (in: Playboy, January 1981)
- Colonel Stonesteel’s Genuine Home-Made Truly Egyptian Mummy (in: Omni, May 1981)

1982
- The Love Affair (1982)
  - Deutsch: Die Liebesaffäre. In: Ray Bradbury: Die Laurel-&-Hardy-Liebesgeschichte und andere Erzählungen. 1990.

1983
- Besides a Dinosaur, Whatta Ya Wanne Be When You Grow Up? (1983, in: Ray Bradbury: Dinosaur Tales)
  - Deutsch: Außer ’nem Saurier – was willste werden, wenn Du groß bist? In: Ray Bradbury: Saurier-Geschichten. 1985.
- Lo, the Dear, Daft Dinosaurs! (1983, in: Ray Bradbury: Dinosaur Tales)
  - Deutsch: Sieh’ die drollig-drallen Saurier! In: Ray Bradbury: Saurier-Geschichten. 1985.
- What If I Said: the Dinosaur’s Not Dead (1983, in: Ray Bradbury: Dinosaur Tales)
  - Deutsch: Wenn ich sagte: Der Saurier ist nicht tot. In: Ray Bradbury: Saurier-Geschichten. 1985.

1984
- The Toynbee Convector (in: Playboy, January 1984)
- Four-Way Funeral (1984, in: Ray Bradbury: A Memory of Murder; auch: The Very Bewildered Corpses, 2017)
  - Deutsch: Begräbnis für vier. In: Ray Bradbury: Der Tod kommt schnell in Mexico. 1988.
- Half-Pint Homicide (1984, in: Ray Bradbury: A Memory of Murder; auch: Enter—The Douser, 2014)
  - Deutsch: Ein Abend für zwei. In: Ray Bradbury: Der Tod kommt schnell in Mexico. 1988.
- Hell’s Half Hour (1984, in: Ray Bradbury: A Memory of Murder; auch: Mr. Pirory Meets Mr. Caldwell, 2017)
  - Deutsch: Eine halbe Stunde in der Hölle. In: Ray Bradbury: Der Tod kommt schnell in Mexico. 1988.
- „I’m Not So Dumb!“ (1984, in: Ray Bradbury: A Memory of Murder)
  - Deutsch: „Ich bin doch nicht blöd!“. In: Ray Bradbury: Der Tod kommt schnell in Mexico. 1988.
- The Long Night (1984, in: Ray Bradbury: A Memory of Murder)
  - Deutsch: Die lange Nacht. In: Ray Bradbury: Der Tod kommt schnell in Mexico. 1988.
- The Long Way Home (1984, in: Ray Bradbury: A Memory of Murder; auch: The Long Way Around, 2017)
  - Deutsch: Ein langer Weg nach Hause. In: Ray Bradbury: Der Tod kommt schnell in Mexico. 1988.
- By the Numbers (in: Playboy, July 1984; auch: By the Numbers!, 1988)
- I Suppose You Are Wondering Why We Are Here? (in: Omni, October 1984)

1985
- Trapdoor (in: Omni, April 1985)
  - Deutsch: Die Falltür. In: Ray Bradbury: Die Laurel-&-Hardy-Liebesgeschichte und andere Erzählungen. 1990.

1987
- The Laurel and Hardy Love Affair (in: Playboy, December 1987)
  - Deutsch: Die Laurel & Hardy – Liebesgeschichte. In: Ray Bradbury: Die Laurel-&-Hardy-Liebesgeschichte und andere Erzählungen. 1990.

1988
- Bless Me, Father, for I Have Sinned (1988, in: Ray Bradbury: The Toynbee Convector)
  - Deutsch: Segne mich, Vater, denn ich habe gesündigt. In: Ray Bradbury: Die Laurel-&-Hardy-Liebesgeschichte und andere Erzählungen. 1990.
- Come, and Bring Constance! (1988, in: Ray Bradbury: The Toynbee Convector)
  - Deutsch: Bring Constance mit! In: Ray Bradbury: Die Laurel-&-Hardy-Liebesgeschichte und andere Erzählungen. 1990.
- Junior (1988, in: Ray Bradbury: The Toynbee Convector)
  - Deutsch: Junior. In: Ray Bradbury: Die Laurel-&-Hardy-Liebesgeschichte und andere Erzählungen. 1990.
- Lafayette, Farewell (1988, in: Ray Bradbury: The Toynbee Convector)
  - Deutsch: Lebwohl, Lafayette. In: Ray Bradbury: Die Laurel-&-Hardy-Liebesgeschichte und andere Erzählungen. 1990. Auch als: Mach’s gut, Lafayette. In: Ronald M. Hahn (Hrsg.): Die Lärm-Verschwörung. Heyne Science Fiction & Fantasy #4673, 1990, ISBN 3-453-03937-8.
- Long Division (1988, in: Ray Bradbury: The Toynbee Convector)
  - Deutsch: Qualvolle Teilung. In: Ray Bradbury: Die Laurel-&-Hardy-Liebesgeschichte und andere Erzählungen. 1990.
- One Night in Your Life (1988, in: Ray Bradbury: The Toynbee Convector)
  - Deutsch: Eine Nacht im Leben. In: Ray Bradbury: Die Laurel-&-Hardy-Liebesgeschichte und andere Erzählungen. 1990.
- Promises, Promises (1988, in: Ray Bradbury: The Toynbee Convector)
  - Deutsch: Versprechen, Versprechen. In: Ray Bradbury: Die Laurel-&-Hardy-Liebesgeschichte und andere Erzählungen. 1990.
- The Thing at the Top of the Stairs (1988, in: Ray Bradbury: The Toynbee Convector)
  - Deutsch: Das Ding auf der Treppe. In: Ronald M. Hahn (Hrsg.): In Video Veritas. Heyne Science Fiction & Fantasy #4621, 1989, ISBN 3-453-03492-9. Auch als: Das Ding am Kopfende der Treppe. In: Ray Bradbury: Die Laurel-&-Hardy-Liebesgeschichte und andere Erzählungen. 1990.
- By the Numbers! (1988)
  - Deutsch: Stillgestanden! In: Ray Bradbury: Die Laurel-&-Hardy-Liebesgeschichte und andere Erzählungen. 1990.
- Colonel Stoneheel’s Home-Made Truly Egyptian Mummy (1988)
  - Deutsch: Colonel Stoneheels handgefertigte echt ägyptische Mumie. In: Ray Bradbury: Die Laurel-&-Hardy-Liebesgeschichte und andere Erzählungen. 1990.
- I Suppose You Wonder Why We Are Here? (1988)
  - Deutsch: Du wirst dich fragen, warum wir hier sind? In: Ray Bradbury: Die Laurel-&-Hardy-Liebesgeschichte und andere Erzählungen. 1990.
- The Toynbee Convector (1988)
  - Deutsch: Der Toynbee-Konvektor. In: Ray Bradbury: Die Laurel-&-Hardy-Liebesgeschichte und andere Erzählungen. 1990.

1991
- The Troll (1991, in: William F. Nolan und Martin H. Greenberg (Hrsg.): The Bradbury Chronicles: Stories in Honor of Ray Bradbury)
- Bonfire (1991, in: Gauntlet 2; auch: The Bonfire, 2006)

1993
- Fee Fie Foe Fum (1993, in: Robert Bloch (Hrsg.): Monsters in Our Midst)
  - Deutsch: Ricke racke. In: Ray Bradbury: Geisterfahrt. 2000.

1994
- Unterseeboot Doktor (in: Playboy, January 1994; auch: Unterderseaboat Doktor, 1996)
  - Deutsch: Der U-Boot-Arzt. In: Ray Bradbury: Schneller als das Auge. 2006.
- Last Rites (in: The Magazine of Fantasy & Science Fiction, December 1994)
  - Deutsch: Die letzte Ölung. In: Ronald M. Hahn (Hrsg.): Der dreifache Absturz des Jeremy Baker. Heyne Science Fiction & Fantasy #5649, 1997, ISBN 3-453-11921-5. Auch als: Sterbesakramente. In: Ray Bradbury: Schneller als das Auge. 2006.
- The R.B., G.K.C., and G.B.S. Forever Orient Express (1994)

1995
- Another Fine Mess (in: The Magazine of Fantasy & Science Fiction, Apr 1995)
  - Deutsch: Ein schöner Schlamassel. In: Ray Bradbury: Schneller als das Auge. 2006.
- Dorian in Excelsis (in: The Magazine of Fantasy & Science Fiction, September 1995)
  - Deutsch: Dorian in Excelsis. In: Ronald M. Hahn (Hrsg.): Die Halle der neuen Gesichter. Heyne Science Fiction & Fantasy #5511, 1996, ISBN 3-453-10949-X.
- Once More, Legato (in: Omni, Fall 1995)
  - Deutsch: Noch einmal legato. In: Ray Bradbury: Schneller als das Auge. 2006.
- The Witch Door (in: Playboy, December 1995)
  - Deutsch: Die Hexentür. In: Ray Bradbury: Schneller als das Auge. 2006.
- It Came from Outer Space (1995, in: Peter Haining (Hrsg.): Space Movies: Classic Science Fiction Films)
- Quicker Than the Eye (1995, in: Janet Berliner und David Copperfield (Hrsg.): David Copperfield’s Tales of the Impossible)
  - Deutsch: Schneller als das Auge. In: Ray Bradbury: Schneller als das Auge. 2006.

1996
- That Woman on the Lawn (in: The Magazine of Fantasy & Science Fiction, August 1996)
  - Deutsch: Die Frau auf dem Rasen. In: Ray Bradbury: Schneller als das Auge. 2006.
- The Finnegan (in: The Magazine of Fantasy & Science Fiction, October-November 1996)
  - Deutsch: Finnegan. In: Ray Bradbury: Schneller als das Auge. 2006.
- At the End of the Ninth Year (1996, in: Ray Bradbury: Quicker Than the Eye)
  - Deutsch: Am Ende des neunten Jahres. In: Ray Bradbury: Schneller als das Auge. 2006.
- Bug (1996, in: Ray Bradbury: Quicker Than the Eye)
  - Deutsch: Bug. In: Ray Bradbury: Schneller als das Auge. 2006.
- Exchange (1996, in: Ray Bradbury: Quicker Than the Eye)
  - Deutsch: Tausch. In: Ray Bradbury: Schneller als das Auge. 2006.
- Free Dirt (1996, in: Ray Bradbury: Quicker Than the Eye)
  - Deutsch: Erde gratis. In: Ray Bradbury: Schneller als das Auge. 2006. Auch als: Kostenlose Erde. In: Stephen Jones und David Sutton (Hrsg.): Darker Terrors. Festa Sammlerausgaben, 2017.
- The Ghost in the Machine (1996, in: Ray Bradbury: Quicker Than the Eye)
  - Deutsch: Der Geist in der Maschine. In: Ray Bradbury: Schneller als das Auge. 2006.
- Hopscotch (1996, in: Ray Bradbury: Quicker Than the Eye)
  - Deutsch: Himmel und Hölle. In: Ray Bradbury: Schneller als das Auge. 2006.
- No News, or What Killed the Dog? (1996, in: Ray Bradbury: Quicker Than the Eye)
  - Deutsch: Nichts Neues oder Woran ist der Hund gestorben? In: Ray Bradbury: Schneller als das Auge. 2006.
- The Other Highway (1996, in: Ray Bradbury: Quicker Than the Eye)
  - Deutsch: Die andere Landstraße. In: Ray Bradbury: Schneller als das Auge. 2006.
- Remember Sascha? (1996, in: Ray Bradbury: Quicker Than the Eye)
  - Deutsch: Ob sie sich noch an Sascha erinnern? In: Ray Bradbury: Schneller als das Auge. 2006.
- The Very Gentle Murders (1996, in: Ray Bradbury: Quicker Than the Eye)
  - Deutsch: Sanfte Morde. In: Ray Bradbury: Schneller als das Auge. 2006.
- Zaharoff/Richter Mark V (1996, in: Ray Bradbury: Quicker Than the Eye)
  - Deutsch: Stärke 5 auf der Zaharoff/Richterskala. In: Ray Bradbury: Schneller als das Auge. 2006.

1997
- The Offering (in: The Magazine of Fantasy & Science Fiction, March 1997)
- Grand Theft (1997, in: Ray Bradbury: Driving Blind)
  - Deutsch: Schwerer Diebstahl. In: Ray Bradbury: Geisterfahrt. 2000.
- Hello, I Must Be Going (1997, in: Ray Bradbury: Driving Blind)
  - Deutsch: Guten Tag, ich muß fort. In: Ray Bradbury: Geisterfahrt. 2000.
- The Highest Branch on the Tree (1997, in: Ray Bradbury: Driving Blind)
  - Deutsch: Der höchste Ast am Baum. In: Ray Bradbury: Geisterfahrt. 2000.
- House Divided (1997, in: Ray Bradbury: Driving Blind)
  - Deutsch: Haus zweigeteilt. In: Ray Bradbury: Geisterfahrt. 2000.
- If MGM Is Killed, Who Gets the Lion? (1997, in: Ray Bradbury: Driving Blind)
  - Deutsch: Wenn es MGM erwischt, wer kriegt dann die Löwen? In: Ray Bradbury: Geisterfahrt. 2000.
- I Wonder What’s Become of Sally (1997, in: Ray Bradbury: Driving Blind)
  - Deutsch: Was wohl aus Sally geworden ist? In: Ray Bradbury: Geisterfahrt. 2000.
- Madame Et Monsieur Shill (1997, in: Ray Bradbury: Driving Blind)
  - Deutsch: Madame et Monsieur Shill. In: Ray Bradbury: Geisterfahrt. 2000.
- That Old Dog Lying in the Dust (1997, in: Ray Bradbury: Driving Blind)
  - Deutsch: Alter Köter im Straßenstaub. In: Ray Bradbury: Geisterfahrt. 2000.
- The Mirror (1997, in: Ray Bradbury: Driving Blind)
  - Deutsch: Der Spiegel. In: Ray Bradbury: Geisterfahrt. 2000.
- Mr. Pale (1997, in: Ray Bradbury: Driving Blind)
  - Deutsch: Mr. Bleich. In: Ray Bradbury: Geisterfahrt. 2000.
- Night Train to Babylon (1997, in: Ray Bradbury: Driving Blind)
  - Deutsch: Nachtzug nach Babylon. In: Ray Bradbury: Geisterfahrt. 2000.
- Nothing Changes (1997, in: Ray Bradbury: Driving Blind)
  - Deutsch: Es verändert sich nichts. In: Ray Bradbury: Geisterfahrt. 2000.
- Remember Me? (1997, in: Ray Bradbury: Driving Blind)
  - Deutsch: Kennen Sie mich wieder? In: Ray Bradbury: Geisterfahrt. 2000.
- Someone in the Rain (1997, in: Ray Bradbury: Driving Blind)
  - Deutsch: Einer im Regen. In: Ray Bradbury: Geisterfahrt. 2000.
- That Bird That Comes Out of the Clock (1997, in: Ray Bradbury: Driving Blind)
  - Deutsch: Der Vogel, der aus der Uhr kommt. In: Ray Bradbury: Geisterfahrt. 2000.
- Thunder in the Morning (1997, in: Ray Bradbury: Driving Blind)
  - Deutsch: Donner am Morgen. In: Ray Bradbury: Geisterfahrt. 2000.
- Virgin Resusitas (1997, in: Ray Bradbury: Driving Blind)
  - Deutsch: Jungfer Wiedererstanden. In: Ray Bradbury: Geisterfahrt. 2000.
- A Woman Is a Fast-Moving Picnic (1997, in: Ray Bradbury: Driving Blind)
  - Deutsch: Die Frau ist ein Picknick auf Beinen. In: Ray Bradbury: Geisterfahrt. 2000.

1998
- Ahmed and the Oblivion Machines: A Fable (1998)

1999
- Pilgrimage (1999, in: William F. Nolan und William Schafer (Hrsg.): California Sorcery)

2000
- The Haunted House (2000, in: Peter Haining (Hrsg.): The Mammoth Book of Haunted House Stories; mit Elizabeth Albright)
- Quid Pro Quo (in: The Magazine of Fantasy & Science Fiction, October-November 2000)
- Overkill (in: Playboy, November 2000)
- The Laurel & Hardy Alpha Centauri Farewell Tour (in: Amazing Stories, Spring, 2000; auch: The Laurel and Hardy Alpha Centauri Farewell Tour, 2002)

2001
- Fore! (in: The Magazine of Fantasy & Science Fiction, October-November 2001)
- Goodbye Means God Be with You (2001, in: Ray Bradbury: A Chapbook for Burnt-Out Priests, Rabbis and Ministers)
- King of Kings: A Screen Finale (2001, in: Ray Bradbury: A Chapbook for Burnt-Out Priests, Rabbis and Ministers)
- Leviathan ’99, Act One, Scene III (2001, in: Ray Bradbury: A Chapbook for Burnt-Out Priests, Rabbis and Ministers)

2002
- After the Ball (2002, in: Ray Bradbury: One More for the Road)
- Beasts (2002, in: Ray Bradbury: One More for the Road)
- The Cricket on the Hearth (2002, in: Ray Bradbury: One More for the Road)
- Diane de Forêt (2002, in: Ray Bradbury: One More for the Road)
- The Enemy in the Wheat (2002, in: Ray Bradbury: One More for the Road)
- The F. Scott/Tolstoy/Ahab Accumulator (2002, in: Ray Bradbury: One More for the Road)
- First Day (2002, in: Ray Bradbury: One More for the Road)
- In Memoriam (2002, in: Ray Bradbury: One More for the Road)
- Leftovers (2002, in: Ray Bradbury: One More for the Road)
- My Son, Max (2002, in: Ray Bradbury: One More for the Road)
- The Nineteenth (2002, in: Ray Bradbury: One More for the Road)
- One More for the Road (2002, in: Ray Bradbury: One More for the Road)
- One-Woman Show (2002, in: Ray Bradbury: One More for the Road)
- Tangerine (2002, in: Ray Bradbury: One More for the Road)
- Tête-à-Tête (2002, in: Ray Bradbury: One More for the Road)
- Well, What Do You Have to Say for Yourself? (2002, in: Ray Bradbury: One More for the Road)
- Where All Is Emptiness There Is Room to Move (2002, in: Ray Bradbury: One More for the Road)
- With Smiles as Wide as Summer (2002, in: Ray Bradbury: One More for the Road)

2003
- Memento Mori (2003, in: Jack Dann, Ramsey Campbell und Dennis Etchison (Hrsg.): Gathering the Bones: Thirty-Four Original Stories from the World’s Masters of Horror)
- The Beautiful Shave (2003, in: Ray Bradbury: Bradbury Stories: 100 of His Most Celebrated Tales)
- A Matter of Taste (2003)
  - Deutsch: Eine Frage des Geschmacks. In: Ray Bradbury: Der Katzenpyjama. 2005.
- Sixty-Six (2003)
  - Deutsch: Sechsundsechzig. In: Ray Bradbury: Der Katzenpyjama. 2005.

2004
- All My Enemies are Dead (2004, in: Ray Bradbury: The Cat’s Pajamas)
  - Deutsch: All meine Feinde sind tot. In: Ray Bradbury: Der Katzenpyjama. 2005.
- The Cat’s Pajamas (2004, in: Ray Bradbury: The Cat’s Pajamas)
  - Deutsch: Der Katzenpyjama. In: Ray Bradbury: Der Katzenpyjama. 2005.
- The Completist (2004, in: Ray Bradbury: The Cat’s Pajamas)
  - Deutsch: Der Komplettist. In: Ray Bradbury: Der Katzenpyjama. 2005.
- The Ghosts (2004, in: Ray Bradbury: The Cat’s Pajamas)
  - Deutsch: Die Gespenster. In: Ray Bradbury: Der Katzenpyjama. 2005.
- Hail to the Chief (2004, in: Ray Bradbury: The Cat’s Pajamas)
  - Deutsch: Heil, Häuptling! In: Ray Bradbury: Der Katzenpyjama. 2005.
- The House (2004, in: Ray Bradbury: The Cat’s Pajamas)
  - Deutsch: Das Haus. In: Ray Bradbury: Der Katzenpyjama. 2005.
- I Get the Blues When it Rains (A Remembrance) (2004, in: Ray Bradbury: The Cat’s Pajamas)
  - Deutsch: I Get the Blues When It Rains (Eine Erinnerung). In: Ray Bradbury: Der Katzenpyjama. 2005.
- The Island (2004, in: Ray Bradbury: The Cat’s Pajamas)
  - Deutsch: Die Insel. In: Ray Bradbury: Der Katzenpyjama. 2005.
- The John Wilkes Booth/Warner Brothers/MGM/NBC Funeral Train (2004, in: Ray Bradbury: The Cat’s Pajamas)
  - Deutsch: Der John Wilkes Booth/Warner Brothers/MGM/NBC Begräbniszug. In: Ray Bradbury: Der Katzenpyjama. 2005.
- The Mafioso Cement-Mixing Machine (2004, in: Ray Bradbury: The Cat’s Pajamas)
  - Deutsch: Der Mafioso-Betonmischer. In: Ray Bradbury: Der Katzenpyjama. 2005.
- Olé, Orozco! Siqueiros, sí! (2004, in: Ray Bradbury: The Cat’s Pajamas)
  - Deutsch: Olé, Orozco! Siqueiros, sí! In: Ray Bradbury: Der Katzenpyjama. 2005.
- Sometime Before Dawn (2004, in: Ray Bradbury: The Cat’s Pajamas)
  - Deutsch: Irgendwann vor der Dämmerung. In: Ray Bradbury: Der Katzenpyjama. 2005.
- The Transformation (2004, in: Ray Bradbury: The Cat’s Pajamas)
  - Deutsch: Die Verwandlung. In: Ray Bradbury: Der Katzenpyjama. 2005.
- Triangle (2004, in: Ray Bradbury: The Cat’s Pajamas)
  - Deutsch: Dreieck. In: Ray Bradbury: Der Katzenpyjama. 2005.
- We’ll Just Act Natural (2004, in: Ray Bradbury: The Cat’s Pajamas)
  - Deutsch: Ganz natürlich. In: Ray Bradbury: Der Katzenpyjama. 2005.
- Where’s My Hat, What’s My Hurry? (2004, in: Ray Bradbury: The Cat’s Pajamas)
  - Deutsch: Wo ist mein Hut? Wozu die Eile? In: Ray Bradbury: Der Katzenpyjama. 2005.
- ’Atomic Monster’ Outline (2004, in: Ray Bradbury: It Came from Outer Space)
- Epilog: the R.B.,G.K.C, and G.B.s. Forever Orient Express (2004)
  - Deutsch: Epilog: Der R.B.-G.K.C. und G.B.S.-Orient-Express in die Ewigkeit. In: Ray Bradbury: Der Katzenpyjama. 2005.
- „Ground Zero“ (The Atomic Monster) (2004, in: Ray Bradbury: It Came from Outer Space)
- Is That You, Herb? (2004; auch: Is That You, Bert?, 2011)
- It Came from Outer Space: A Story for Films, September 1952 (2004, in: Ray Bradbury: It Came from Outer Space)
- Troll Charge (2004, in: Ray Bradbury: It Came from Outer Space)
- Unfinished Screenplay: ’Face in the Deep’ (2004, in: Ray Bradbury: It Came from Outer Space)

2005
- The Reincarnate (2005, in: Jeff Gelb und Del Howison (Hrsg.): Dark Delicacies; auch: Reincarnate, 2006)
  - Deutsch: Der Wiedergeborene. In: Del Howison und Jeff Gelb (Hrsg.): Dark Delicacies: Leckerbissen des Bösen. Festa Horror TB #1525, 2009, ISBN 978-3-86552-087-6.

2006
- The Castle (2006, in: Ray Bradbury: Match to Flame: The Fictional Path to Fahrenheit 451)
- Cricket on the Hearth (2006, in: Ray Bradbury: Match to Flame: The Fictional Path to Fahrenheit 451)
- The Library (2006, in: Ray Bradbury: Match to Flame: The Fictional Path to Fahrenheit 451)
- The Mechanical Hound (2006, in: Ray Bradbury: Match to Flame: The Fictional Path to Fahrenheit 451)
- Search for a Stranger (2006, in: Ray Bradbury: Match to Flame: The Fictional Path to Fahrenheit 451)
- Tiger Tiger, Burning Bright (2006, in: Ray Bradbury: Match to Flame: The Fictional Path to Fahrenheit 451)
- When Ignorant Armies Clash (2006, in: Ray Bradbury: Match to Flame: The Fictional Path to Fahrenheit 451)

2007
- The Dragon Who Ate His Tail (2007)
- The Beautiful One Is Here: An Early Fragment (2007, in: Ray Bradbury: Somewhere a Band Is Playing)
- Dandelion Wine: An Early Fragment: September 1, 1950 (2007, in: Ray Bradbury: Somewhere a Band Is Playing)
- Dandelion Wine: Facsimile (2007, in: Ray Bradbury: Somewhere a Band Is Playing)
- Dandelion Wine: Description of the Novel to Come (2007, in: Ray Bradbury: Somewhere a Band Is Playing)
- Follow the Sun: An Early Fragment (2007, in: Ray Bradbury: Somewhere a Band Is Playing)
- Mr. Timkins: An Early Fragment (2007, in: Ray Bradbury: Somewhere a Band Is Playing)
- Nefertiti, Ohio: Early Title of Somewhere a Band Is Playing 1960’s (2007, in: Ray Bradbury: Somewhere a Band Is Playing)
- Nefertiti, Ohio: Illustration & Facsimile (2007, in: Ray Bradbury: Somewhere a Band Is Playing)
- Somewhere a Band Is Playing (2007, in: Ray Bradbury: Somewhere a Band Is Playing)
- Somewhere a Band Is Playing: Outline for a Teleplay (2007, in: Ray Bradbury: Somewhere a Band Is Playing)
- Somewhere a Band Is Playing: Facsimile (2007, in: Ray Bradbury: Somewhere a Band Is Playing)
- Somewhere a Band Is Playing: Unfinished Screenplay (September 10, 1958) (2007, in: Ray Bradbury: Somewhere a Band Is Playing)
- Untitled: Early Fragments (2007, in: Ray Bradbury: Somewhere a Band Is Playing)
- Leviathan ’99 (2007, in: Ray Bradbury: Now and Forever: Somewhere a Band Is Playing & Leviathan ’99)
- Arrival and Departure (2007, in: Ray Bradbury: Summer Morning, Summer Night)
- The Beautiful Lady (2007, in: Ray Bradbury: Summer Morning, Summer Night)
- The Cemetery (or the Tombyard) (2007, in: Ray Bradbury: Summer Morning, Summer Night)
- The Circus (2007, in: Ray Bradbury: Summer Morning, Summer Night)
- The Death of So-and-So (2007, in: Ray Bradbury: Summer Morning, Summer Night)
- The Dog (2007, in: Ray Bradbury: Summer Morning, Summer Night)
- The Fireflies (2007, in: Ray Bradbury: Summer Morning, Summer Night)
- I Got Something You Ain’t Got! (2007, in: Ray Bradbury: Summer Morning, Summer Night)
- Love Potion (2007, in: Ray Bradbury: Summer Morning, Summer Night)
- Over, Over, Over, Over, Over, Over, Over, Over! (2007, in: Ray Bradbury: Summer Morning, Summer Night)
- The People With Seven Arms (2007, in: Ray Bradbury: Summer Morning, Summer Night)
- The Projector (2007, in: Ray Bradbury: Summer Morning, Summer Night)
- The River That Went Out to Sea (2007, in: Ray Bradbury: Summer Morning, Summer Night)
- A Serious Discussion (or Evil in the World) (2007, in: Ray Bradbury: Summer Morning, Summer Night)
- Summer’s End (2007, in: Ray Bradbury: Summer Morning, Summer Night)
- The Waders (2007, in: Ray Bradbury: Summer Morning, Summer Night)
- A Walk in Summer (2007, in: Ray Bradbury: Summer Morning, Summer Night)

2008
- Moby Dick: A Screenplay (2008)
- Skeletons (2008)
- Juggernaut (in: Postscripts, Summer 2008)

2009
- Apple-Core Baltimore (2009, in: Ray Bradbury: We’ll Always Have Paris)
- Arrivals and Departures (2009, in: Ray Bradbury: We’ll Always Have Paris)
- Come Away With Me (2009, in: Ray Bradbury: We’ll Always Have Paris)
- Doubles (2009, in: Ray Bradbury: We’ll Always Have Paris)
- Fly Away Home (2009, in: Ray Bradbury: We’ll Always Have Paris)
- If Paths Must Cross Again (2009, in: Ray Bradbury: We’ll Always Have Paris)
- Last Laughs (2009, in: Ray Bradbury: We’ll Always Have Paris)
- A Literary Encounter (2009, in: Ray Bradbury: We’ll Always Have Paris)
- Ma Perkins Comes to Stay (2009, in: Ray Bradbury: We’ll Always Have Paris)
- Massinello Pietro (2009, in: Ray Bradbury: We’ll Always Have Paris)
- Miss Appletree and I (2009, in: Ray Bradbury: We’ll Always Have Paris)
- The Murder (2009, in: Ray Bradbury: We’ll Always Have Paris)
- Pater Caninus (2009, in: Ray Bradbury: We’ll Always Have Paris)
- Pietà Summer (2009, in: Ray Bradbury: We’ll Always Have Paris)
- Remembrance, Ohio (2009, in: Ray Bradbury: We’ll Always Have Paris)
- The Twilight Greens (2009, in: Ray Bradbury: We’ll Always Have Paris)
- Un-pillow Talk (2009, in: Ray Bradbury: We’ll Always Have Paris)
- The Visit (2009, in: Ray Bradbury: We’ll Always Have Paris)
- We’ll Always Have Paris (2009, in: Ray Bradbury: We’ll Always Have Paris)
- When the Bough Breaks (2009, in: Ray Bradbury: We’ll Always Have Paris)
- Murder by Facsimile (Drehbuch, 2009, in: Ray Bradbury: Marionettes, Inc.)
- Wind-Up World (2009, in: Ray Bradbury: Marionettes, Inc.)
- Where Everything Ends (2009, in: Ray Bradbury: Where Everything Ends)
- Dead of Summer (2009, in: Ray Bradbury: The Martian Chronicles: The Complete Edition)
- The Disease (2009, in: Ray Bradbury: The Martian Chronicles: The Complete Edition)
- Jemima True (2009, in: Ray Bradbury: The Martian Chronicles: The Complete Edition)
- The Marriage (2009, in: Ray Bradbury: The Martian Chronicles: The Complete Edition)
- The Martian Chronicles, 1963 Screenplay (Drehbuch, 2009, in: Ray Bradbury: The Martian Chronicles: The Complete Edition)
- The Martian Chronicles, 1997 Screenplay (Drehbuch, 2009, in: Ray Bradbury: The Martian Chronicles: The Complete Edition)
- The Martian Ghosts (2009, in: Ray Bradbury: The Martian Chronicles: The Complete Edition)
- They All Had Grandfathers (2009, in: Ray Bradbury: The Martian Chronicles: The Complete Edition)
- The Wheel (2009, in: Ray Bradbury: The Martian Chronicles: The Complete Edition)
- The Bullet Trick (2009, in: Ray Bradbury: Bullet Trick)
- The Bullet Trick (Drehbuch, 2009, in: Ray Bradbury: Bullet Trick)
- Christmas (2009, in: Ray Bradbury: Bullet Trick)
- Dial Double Zero (Drehbuch, 2009, in: Ray Bradbury: Bullet Trick)
- Hand in Glove (2009, in: Ray Bradbury: Bullet Trick)
- Here There Be Tygers (Drehbuch, 2009, in: Ray Bradbury: Bullet Trick)
- The Jail (Drehbuch, 2009, in: Ray Bradbury: Bullet Trick)
- A Miracle of Rare Device (Drehbuch, 2009, in: Ray Bradbury: Bullet Trick)
- „Some of My Best Friends Are Martians …“ (2009, in: William F. Nolan und Jason V. Brock (Hrsg.): The Bleeding Edge: Dark Barriers, Dark Frontiers)
- Tunnel to Yesterday (Drehbuch, 2009, in: Ray Bradbury: Bullet Trick)
- The Shop of the Mechanical Insects (2009; auch: The Shop of Mechanical Insects, 2010)

2010
- Final Rites (2010, in: Richard Chizmar (Hrsg.): Legacies)

2011
- The Black Ferris (Drehbuch, 2011, in: Ray Bradbury: Dawn to Dusk: Cautionary Tales)
- Catacombs (2011, in: Ray Bradbury: Dawn to Dusk: Cautionary Tales)
- Dark Carnival (2011, in: Ray Bradbury: Dawn to Dusk: Cautionary Tales)
- You Must Never Touch the Cage (2011, in: Ray Bradbury: Dawn to Dusk: Cautionary Tales)

2012
- The Attack (2012, in: Ray Bradbury: Greentown Tinseltown)
- Calliope (2012, in: Ray Bradbury: Greentown Tinseltown)
- The Country (2012, in: Ray Bradbury: Greentown Tinseltown)
- The Ice House (2012, in: Ray Bradbury: Greentown Tinseltown)
- The Way Station (2012, in: Ray Bradbury: Greentown Tinseltown)
- Dear Santa (in: The Strand Magazine, November-February 2012)
- The Nefertiti-Tut Express (2012)

2013
- Nemo! (2013)
- Gorgono and Slith (2013, in: Fantastic Stories Presents: Science Fiction Super Pack #1)

2014
- Autopsy (2014, in: Ray Bradbury: The Collected Stories of Ray Bradbury: A Critical Edition: Volume 2: 1943–1944)

2016
- The Flight of the Good Ship Clarissa (2016, in: von Dimpleheimer (Hrsg.): Short Stories Eligible for the 1941 Retro-Hugos)

2019
- Final Day (2019, in: Barry Hoffman und Richard Christian Matheson (Hrsg.): Brothers in Arms: Stories in Tribute to Richard Matheson’s Beardless Warriors)

## Theaterstücke
- The Anthem Sprinters (1963, in: Ray Bradbury: The Anthem Sprinters and Other Antics)
- A Clear View of an Irish Mist (1963, in: Ray Bradbury: The Anthem Sprinters and Other Antics)
- The First Night of Lent (1963, in: Ray Bradbury: The Anthem Sprinters and Other Antics)
- The Great Collision of Monday Last (1963, in: Ray Bradbury: The Anthem Sprinters and Other Antics)
- The Day it Rained Forever : A Comedy in One Act (1966)
- The Pedestrian : A Fantasy in One Act (1966)
- To the Chicago Abyss (1972, in: Ray Bradbury: The Wonderful Ice Cream Suit and Other Plays)
- The Veldt (1972, in: Ray Bradbury: The Wonderful Ice Cream Suit and Other Plays)
- The Wonderful Ice Cream Suit (1972, in: Ray Bradbury: The Wonderful Ice Cream Suit and Other Plays)
- The Fog Horn (1975, in: Ray Bradbury: Pillar of Fire and Other Plays for Today, Tomorrow and Beyond Tomorrow)
- Kaleidoscope (1975, in: Ray Bradbury: Pillar of Fire and Other Plays for Today, Tomorrow and Beyond Tomorrow)
- Pillar of Fire (1975, in: Ray Bradbury: Pillar of Fire and Other Plays for Today, Tomorrow and Beyond Tomorrow)

## Anthologien
- Futuria Fantasia, Fall 1939 (Fanzine von Ray Bradbury)
- Futuria Fantasia, Spring 1940
- Futuria Fantasia, Winter 1940
- Timeless Stories for Today and Tomorrow (1952)
- The Circus of Dr. Lao and Other Improbable Stories (1956)
- Bloch and Bradbury (1969, Kurt Singer (Hrsg.); auch: Fever Dream: and other Fantasies, 1970 (mit Ray Bradbury und Robert Bloch als Autoren und Kurt Singer als Herausgeber))
  - Deutsch: Robert Bloch und Ray Bradbury [Kurt Singer (Hrsg.) nicht explizit genannt]: Der Besucher aus dem Dunkel. Übersetzt von Walter Brumm. Heyne Allgemeine Reihe #935, 1972.

## Sachliteratur
- Zen & the Art of Writing (1973)
  - Deutsch: Zen in der Kunst des Schreibens – Zen and the Art of Writing. Zweisprachig, übersetzt von Udo Breger. Sphinx-Verlag (Sphinx Pocket 48), Basel 1987. Auch als Zen in der Kunst des Schreibens. Übersetzt von Kerstin Winter. Autorenhaus-Verlag, Berlin 2003, ISBN 3-932909-70-4.
- Beyond 1984: A Remembrance of Things Future (1979)
- The Art of Playboy (1985)
- Yestermorrow: Obvious Answers to Impossible Futures (1991)
- Conversations with Ray Bradbury (2004; mit Steven L. Aggelis)
- Bradbury Speaks: Too Soon from the Cave, Too Far from the Stars (2005)
- The Last Interview and Other Conversations (2014)